# Stal Sanok (piłka nożna)
Stal Sanok – polski klub piłkarski z siedzibą w Sanoku.

## Historia
Dotychczasowe nazwy

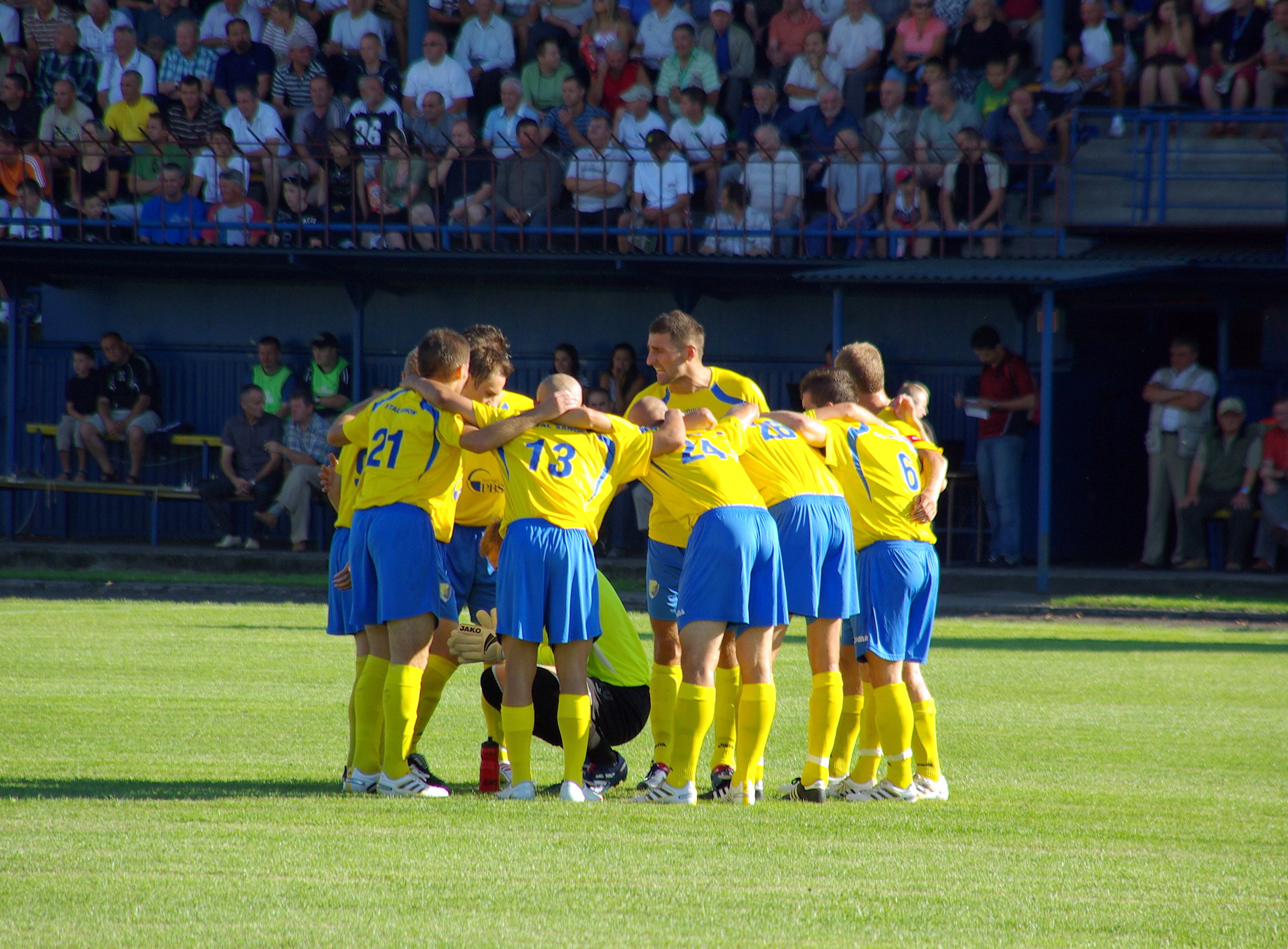
Piłkarze Stali Sanok przed derbami z Karpatami Krosno 21 sierpnia 2010

- Klub Sportowy Wagon Sanok (1946-1949)
  - Klub Sportowy Zielgam Sanok (1947)
- Związkowy Klub Sportowy Metalowców Wagon Sanok (1949)
- Związkowy Klub Sportowy Stal Sanok (1949-1957)
- Podhalanin Sanok (1957)
- Robotniczy Klub Sportowy Sanoczanka (1957–1960)
- Zakładowy Klub Sportowy Stal Sanok (1960–1997)
- Miejski Klub Sportowy Stal Sanok (1997–2016)
  - MKS Stal „Beef-San” Sanok (1998–1999)
  - MKS Stal „Herb” Sanok (1999–2006)
  - MKS Stal „Dom-Elbo” Sanok (2008–2011)
  - MKS Stal „Instal-Bud” Sanok (2011-2013)
- Klub Sportowy Ekoball
  - Geo-Eko Ekoball Stal Sanok (2015-2018)
  - Geo-Eko Wiki Ekoball Stal Sanok (2018)
  - Geo-Eko Ekoball Stal Sanok (2019-)

### Wagon, Stal, Podhalanin, Sanoczanka (1946-1960)
Tuż po zakończeniu II wojny światowej, w sierpniu 1946 pracownicy fabryki wagonów Tadeusz Nazarkiewicz (1912-1955), Marian Sebastiański (1907-1979), Tadeusz Szczudlik (1919-1995) i Antoni Wener (1911-1970) wystąpili z inicjatywą założenia klubu sportowego. Wsparcia idei udzielił ówczesny dyrektor przedsiębiorstwa i działacz społeczny, Filip Schneider. 5 września 1946 powstał jednosekcyjny klub sportowy piłki nożnej Klub Sportowy „Wagon” przy Sanockiej Fabryce Wagonów w Sanoku, a 17 września drużyna została zarejestrowana do rozgrywek klasy C w rzeszowskim OZPN. Sekcja piłki nożnej powstała jako pierwsza w klubie, tuż przed jego założeniem w sierpniu 1946. W dzień po rejestracji drużyna rozegrała swój premierowy mecz ligowy z zespołem KS Huta Krosno. W debiutanckim spotkaniu w barwach drużyny sanockiej wystąpili m.in. Edward Pilszak, Jan Senuś, Adam Huczko (zm. 2013). Spotkania odbywały się na stadionie nad Sanem, a treningi na placu zakładowym. Pierwszym prezesem klubu był jego patron, dyrektor Filip Schneider (1946-1949). W 1947 nastąpiła krótkotrwała zmiana nazwy klubu na „Zielgam”, z czego następnie zrezygnowano (w związku z brakiem wsparcia ze strony tego krakowskiego przedsiębiorstwa) i powrócono do nazwy Wagon. W sezonie 1947/1948 drużyna Wagonu zajęła ostatnie, siódme miejsce w klasie C, zdobywając w 12 meczach jedynie 3 punkty (bramki 12:40). W 1949 wsparciem klubu zajął się Związek Zawodowy Metalowców, wówczas uległa zmianie nazwa na Związkowy Klub Sportowy Metalowców „Wagon” w Sanoku. W sezonie 1949/1950 (jesień-wiosna) drużyna Wagonu Sanok występowała w klasie C, Grupie II Południe (jednym z rywali była Gwardia Sanok, zaś w klasie B Grupie Południe grała inna sanocka drużyna, Związkowiec, zdegradowana wcześniej z klasy A), po rundzie jesiennej zajmowała drugie miejsce (za ww. Gwardią). Przed startem sezonu ligowego 1950 tenże Związkowiec był najwyżej sklasyfikowanym zespołem piłkarskim z Sanoka, zajmując 16 miejsce na liście sporządzonej przez Rad Kultury Fizycznej i Sportu przy ORZZ w Rzeszowie. Po kilku miesiącach doszło do kolejnego przemianowania – w toku zmian formalnych w sporcie polskim i wprowadzaniem nowej struktury organizacyjnej wzorowanej na systemie radzieckim, nastąpiło zrzeszenie klubu w federacji Zrzeszenie Sportowe „Stal” i zmiana nazwy klubu na Związkowy Klub Sportowy „Stal”. W sezonie 1950 pierwsza drużyna ZKS Stal grała w klasie B, a rezerwowa Stal Ib w klasie C. W 1951 Stal ukończyła sezon klasy C na trzecim miejscu. Od maja do lipca 1952 Stal występowała w rozgrywkach I klasy (łącznie skupiającej sześć grup), stanowiących mistrzostwa województwa rzeszowskiego i zarazem będących pierwszą fazą eliminacji z tego rejonu do II, w których w grupie V zajęła piąte miejsce na sześciu uczestników. Pod koniec 1952 w Stali działało dziewięć sekcji. Piłkarze ZKS „Stali” w sezonie 1953 (wiosna / jesień) występowali w klasie B (piąty poziom ligowy) grupie podkarpackiej, wygrali te rozgrywki i po sezonie na przełomie września i listopada 1953 rozegrali baraże o wejście do klasy A rywalizując z trzema zwycięzcami grup Klasy B województwa rzeszowskiego: remisując 1:1 z LKS Żurawica u siebie, następnie na wyjeździe pokonali Kolejarz Rozwadów 3:2, ulegli Spójni Łańcut 1:3, pokonali 3:1 LKS Żurawica oraz u siebie wygrali z Kolejarzem Rozwadów 6:0 i ze Spójnią Łańcut 3:1, wygrywając całą rywalizację (w sześciu meczach 9 punktów, bramki 16:8) i finalnie uzyskując awans do klasy A.
W sezonie 1954 klasy A Grupy B Stal zajęła szóste miejsce. W sezonie 1955 Stal występowała w A klasie scalonej w jednej grupie z 18 zespołów i uplasowała się na czwartej pozycji. 1 kwietnia 1954 została podjęta decyzja o stworzeniu stadionu przy ul. Włodzimierza Lenina (od 1989 ul. Stróżowska), a prace przy budowie obiektu zorganizowano w czynie społecznym. W klasie A w latach 1954–1956 Stal rywalizowała m.in. w pojedynkach derbowych z Górnikiem Sanok (sponsorowanym przez Kopalnictwo Naftowe). Na początku 1956 głośna była w Sanoku sprawa próba zaangażowania przez działaczy Stali czołowych zawodników Górnika, Tarapackiego i Samochwała. W sezonie 1956 Stal grała w pomniejszonej do 14 uczestników A klasy, zajmując piąte miejsce.
Jako że w 1956 piłkarze konkurencyjnego Górnika Sanok wywalczyli awans do III ligi (okręgowej), tenże sukces i odgórna inspiracja ze strony stał się władz bodźcem do decyzji dokonującej połączenia dwóch sanockich klubów, z zamiarem utrzymania drużyny na poziomie III-ligowym i scalenia finansowania dla nowo powstałego tworu. Tym niemniej, do sezonu 1957 zespół przygotowywał się jako Stal Sanok i pod taką nazwą został przewidziany w terminarzu edycji 1957 klasy A, grupy południowej (określanej także jako krośnieńska, później jako podkarpacka). Na początku sezonu w relacjach z kolejek ligowych drużyna była przedstawiana jako Podhalanin (Stal) Sanok. W trakcie trwających rozgrywek w dniu PZPN 5 maja 1957 Sanoczanka rozegrała mecz ze Podhalaninem Stalą Sanok, który przy stanie 1:0 (1:0) dla Sanoczanki został przerwany przez sędziego po usunięciu z placu gry po jednym z zawodników obu drużyn. Pod nazwą Podhalanin w 1957 występowała także drużyna w tenisie ziemnym. Po pierwszej rundzie sezonu piłkarze Podhalanina Sanok zajmowali siódme miejsce w tabeli wśród 10 uczestników. Równolegle, po nieudanej pierwszej rundzie III-ligowa Sanoczanka zajmowała przedostatnie 11 miejsce w tabeli. Tuż po tym, pod koniec czerwca 1957 zespół złożony z zawodników Sanoczanki oraz Podhalanina, nazwany Reprezentacja Sanoka, rozegrał towarzyskie spotkanie z II-ligową Stalą Rzeszów przegrywając 3:5. Mając na celu utrzymanie III-ligowej drużyny w Sanoku w dniu 2 lipca 1957 dokonano połączenia obu sanockich klubów przy jednoczesnym scaleniu finansowania dla nowo powstałego tworu – tym samym w wyniku fuzji KS „Górnik Sanoczanka” i ZKS „Stal” powstał Robotniczy Klub Sportowy „Sanoczanka” Sanok przy Sanockiej Fabryce Wagonów i Kopalnictwie Naftowym w Sanoku. W niedzielę 14 lipca 1957 RKS Sanoczanka, w składzie złożonym z byłych zawodników Sanoczanki i Stali (Podhalanina) zainaugurowała rundę rewanżową III ligi edycji 1957, ulegając na wyjeździe Czarnym Jasło 0:2 (na mecz udało się wielu kibiców z Sanoka kilkunastoma autobusami). Drużyna III-ligowa pokonała m.in. Legię Krosno i lidera, Resovię. Dotychczasowy zespół Podhalanina w klasie A (podkarpackiej) był początkowo przedstawiany pod swoją nazwą, a następnie jako Sanoczanka II. Ponadto w lidze rezerw klasy A uczestniczył zespół pod nazwą Sanoczanka III. RKS Sanoczanka ukończyła sezon 1957 III ligi na dziewiątym miejscu.
W edycji III ligi 1958 RKS Sanoczanka zajęła siódme miejsce. W tym sezonie druga drużyna klubu nie występowała już w klasie A, natomiast jedynie rezerwy Sanoczanki uczestniczyły w rozgrywkach rezerw III ligi. W edycji III ligi 1959 RKS Sanoczanka przystąpiła po raz trzeci do rozgrywek na trzecim poziomie (okręgowym), została sklasyfikowana na 10 miejscu wśród 12 uczestników i doznała degradacji (została wyprzedzona bilansem bramkowym przez drużynę Polnej Przemyśl, która utrzymała się w III lidze). Do sezonu 1959 ligi stopień niżej, tj. klasie A grupie południowej, przystąpiła drużyna Sanoczanki Ib, która zajęła ostatnie 15 miejsce, zdobywając jedynie 20 punktów w 28 meczach oraz tracąc aż 105 bramek, przy 27 strzelonych. Mimo dokonanego scalenia nowe zespoły RKS Sanoczanki nie uzyskiwały oczekiwanych wyników zarówno w III lidze, jak i w klasie A, a także w rozgrywkach juniorsko-młodzieżowych, zaś dodatkowo działacze klubowi nie znajdowali porozumienia ze sobą, w związku z czym uwidoczniło się niepowodzenie pod względem sportowym, jak i administracyjnym. W związku z tym działacze klubowi i piłkarscy powołali nowy zarząd klubu 2 grudnia 1959.
W marcu 1960 Sanoczanka rozpoczęła grę w 12-zespołowej klasie A, grupie I (południowej), natomiast drużyna Sanoczanki Ib przystąpiła do gry w klasie B grupie podkarpackiej. W połowie sierpnia 1960 Sanoczanka zakończyła sezon, zajmując drugie miejsce w klasie A (cztery punkty za triumfującą Stalą Dęba). Tymczasem wobec wprowadzenia reorganizacji rozgrywek i wprowadzenia systemu gry jesień-wiosna, już 20 dni później, w dniu 4 września 1960 Sanoczanka rozpoczęła sezon klasy A Grupy I. Po rundzie jesiennej drużyna zajmowała piąte miejsce wśród 12 uczestników.

### ZKS Stal (lata 60. i 70.)

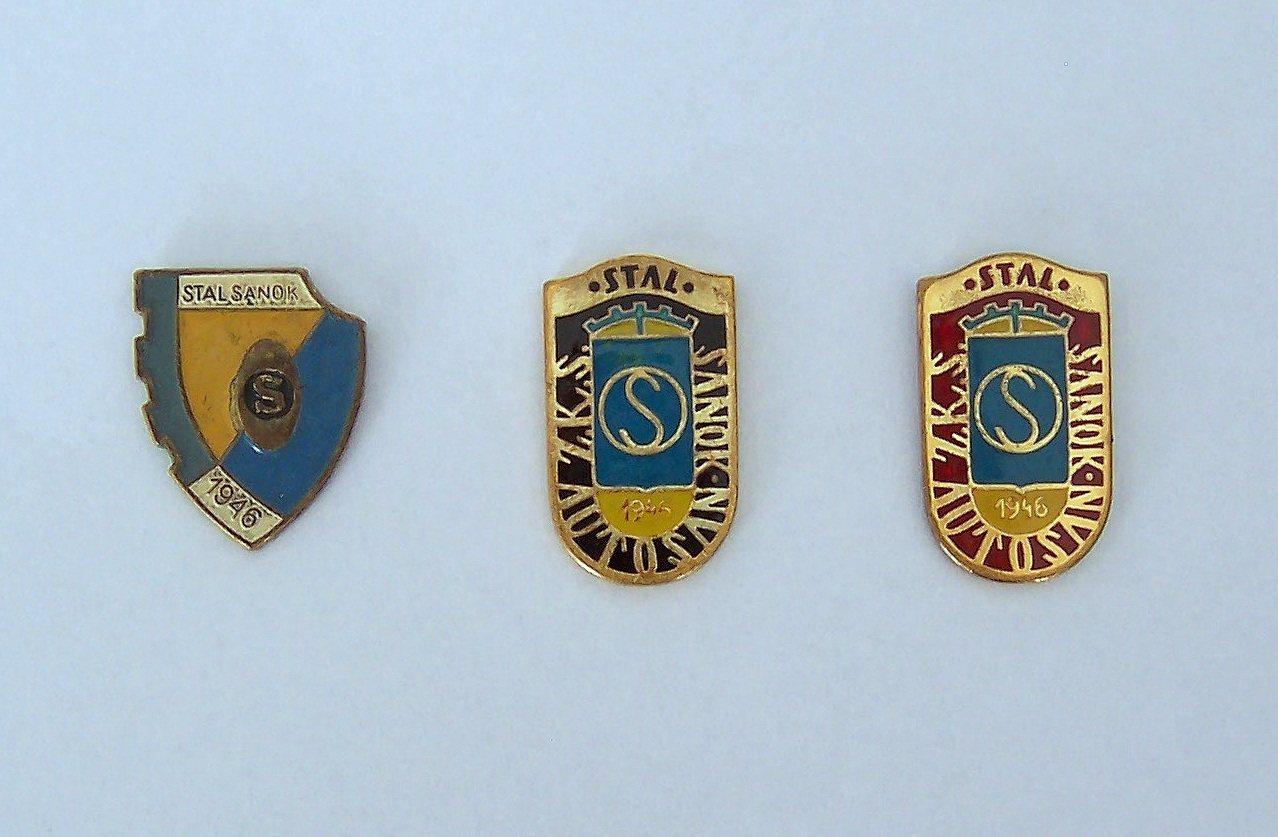
Przypinki Stali Sanok

5 stycznia 1960 przy Sanockiej Fabryce Autobusów „Autosan” został reaktywowany klub Stal. Działacze sportowi dokonali wyodrębnienia, w wyniku czego przerejestrowano RKS Sanoczanka (działający dotąd przy SFA „Autosan” i Sanockim Kopalnictwie Naftowym) na Związkowy Klub Sportowy „Stal” (działający przy SFA). Wskutek tego RKS Sanoczanka przestała istnieć, a 7 listopada 1960 formalnie powołano do życia Zakładowy Klub Sportowy „Stal” Sanok. W skład zarządu weszli wyłącznie działacze pochodzący z „Autosanu”. Wkrótce powstał także nowy klub Stomil „Sangum” przy Sanockich Zakładach Przemysłu Gumowego „Stomil”), przemianowany niedługo potem na pierwotną nazwę KS „Sanoczanka”.
Od początku kalendarzowego 1961 do rozgrywek przystąpiły drużyny sekcyjne już pod nazwą Stali Sanok, w tym hokeiści, pingpongiści, pięściarze, siatkarze. Drużyna piłkarska przygotowywała się także pod szyldem Stali (wówczas w składzie był m.in. Orest Lenczyk). 9 kwietnia 1961 Stal Sanok zainaugurowała rundę wiosenną (paradoksalnie – podobnie jak w przypadku pierwszego meczu po fuzji w 1957 – ponownie wyjazdowym meczem z Czarnymi Jasło, tym razem zremisowanym 2:2). Finalnie Stal ukończyła swój reorganizacyjny sezon na piątym miejscu. Od 1960 szkoleniowcem seniorów był Stanisław Janczura, a od 1961 trenerem juniorów Adam Kornecki.
W kolejnych sezonach klasy A grupy południowej Stal uplasowała się na pozycjach: w sezonie 1961/1962 na szóstym (11 uczestników), a w 1962/1963 na czwartym (12 uczestników). W połowie 1962 w ZKS Stal działało siedem sekcji, jednak ich działalność została poddana krytyce w prasie. W sezonie 1964/1964 klasy A, scalonej w jednej 16-zespołowej grupie Stał zajęła czwarte miejsce, w sezonie 1964/1965 trzecie. Sezon 1965/1966 był przejawem skuteczności Stalowców, którzy pod wodzą trenera Wolwowicza w rundzie jesiennej wygrali wszystkie mecze nie licząc jednego remisu, a w rundzie wiosennej zapewnili sobie mistrzostwo i awans do ligi okręgowej już na kilka kolejek przed końcem edycji, w 26 meczach zdobywając 46 pkt. na 52 możliwych, ponosząc tylko jedną porażkę i notując bilans bramkowy 83:18; zwycięski skład Stali tworzyli: bramkarze – Lesław Rysz, Kazimierz Kurkarewicz, obrońcy – Zbigniew Chytła, Bartłomiej Głowacki, Ryszard Sajdak, Stanisław Hydzik, pomocnicy – Krzysztof Kurkarewicz, Władysław Lągawa, Józef Sławęcki, napastnicy – Stanisław Mielniczek (strzelec 25 z wszystkich 83 goli), Adam Doskowski, Stanisław Polak, Tadeusz Drwięga, Lucjan Pabisek, Tadeusz Hydzik, Bronisław Kornecki oraz instruktor Aleksander Wolwowicz, kierownik sekcji Adam Baszak, kierownik drużyny Julian Labas. Awans uwiecznił jubileusz 20-lecia istnienia klubu. Ponadto w sezonie 1965/1966 drużyna rezerwowa Stal Ib awansowała do klasy A. Od 1966 trenerem seniorów był Władysław Lemiszko przy asystenturze A. Wolwowicza. Dla uczczenia awansu z 1966 zorganizowano 5 czerwca 1967 spotkanie towarzyskie z pierwszoligową drużyną ŁKS Łódź, które zgromadziło 5000 widzów i zakończyło się wynikiem remisowym 3:3. W edycji 1966/1967 lidze okręgowej (w tym czasie w wyniku reorganizacji przekształconej z trzeciego w czwarty poziom rozgrywkowy) Stal zajęła czwarte miejsce, w kolejnym sezonie 1967/1968 – trzecie miejsce. Drużyna rezerwowa, po spadku z klasy A w 1967, powróciła do tych rozgrywek w 1968. W kolejnych dwóch sezonach ligi okręgowej Stal zajęła szóstą lokatę: 1968/1969 i 1969/1970. W rozgrywkach IV-ligowych edycji 1970/1971, przemianowanych w trakcie z ligi okręgowej na klasę okręgową, Stalowcy uplasowali się na dziewiątym miejscu. Od 1969 do 1971 trenerem był Marian Leszczyński (1969–1971). W sezonie 1971/1972 seniorzy zajęli czwartą pozycję w klasie okręgowej, natomiast drużyna rezerwowa zajęła ostatnie 14. miejsce w klasie A Grupie I i została zdegradowany do klasy B. W 1972 funkcję trenera pierwszego zespołu objął Adam Kornecki, a zespół po odmłodzeniu składu, zakończył sezon 1972/1973 na czwartym miejscu. W 1973 Stal po raz pierwszy zaznaczyła osiągnięciami swój udział w Pucharze Polski: na szczeblu okręgowym w półfinale w dwumeczu wyeliminowała Stal Stalową Wolę (lider rozgrywek międzywojewódzkich 1972/1973), a w finale zwyciężyła Polonię Przemyśl także w dwumeczu. Następnie debiutując na szczeblu centralnym PP w edycji 1973/1974 26 sierpnia 1973 w I rundzie (1/32 finału) Stal pokonała beniaminka II ligi, RKS Ursus Warszawa 4:2 (trzy gole Pietrzkiewicza, jeden Łękawskiego), po czym 1 września 1973 w 1/16 finału przy 6-tysięcznej widowni uległa panującemu mistrzowi Polski i aktualnemu liderowi ekstraklasy Ruchowi Chorzów 0:4 (0:1), który później został triumfatorem Pucharu Polski oraz mistrzostw Polski. Mecz pucharowy ze śląską drużyną został uznany sportowym wydarzeniem w Sanoku oraz był pierwszym tak ważnym meczem o stawkę w historii klubu.

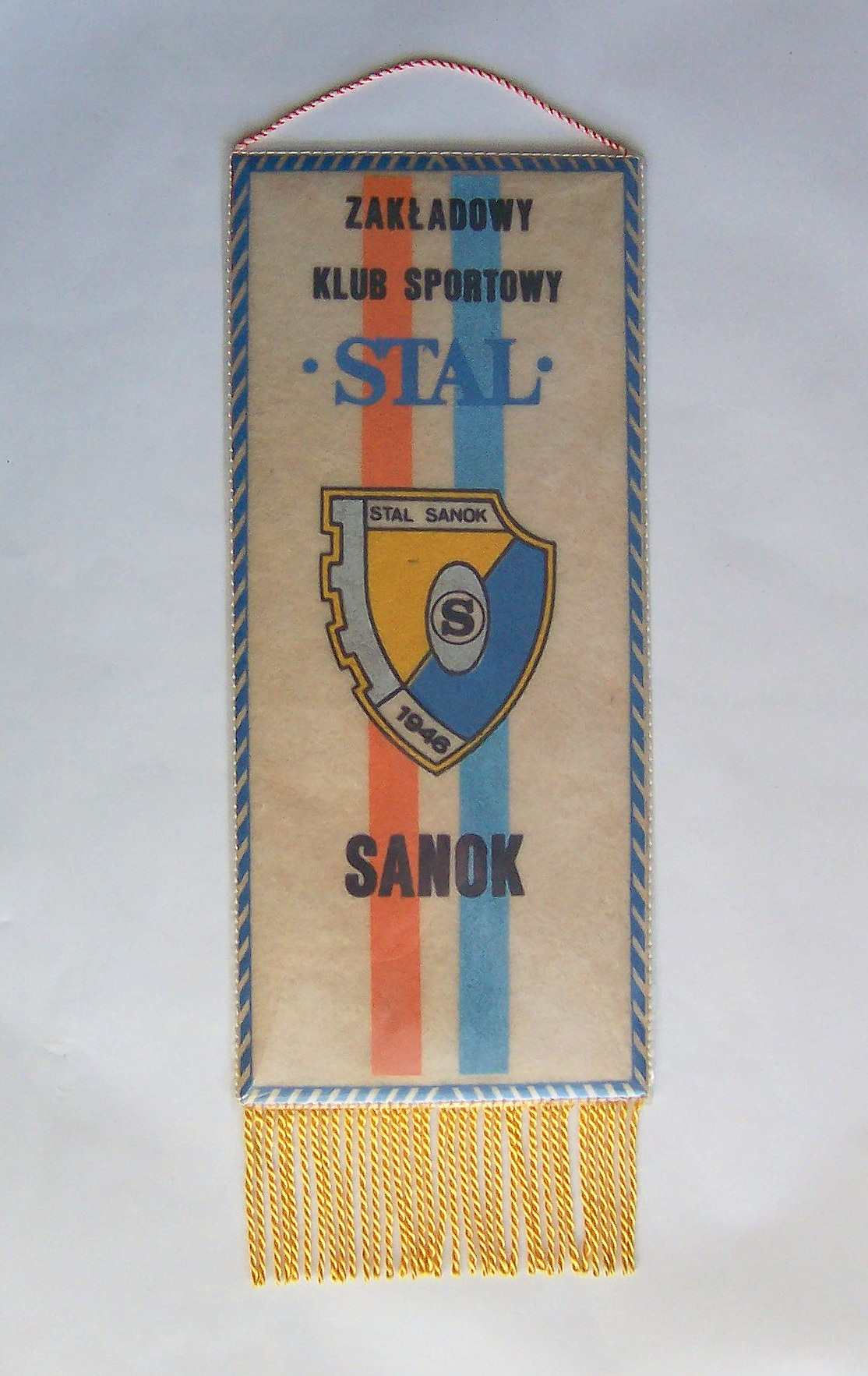
Proporczyk ZKS Stal Sanok

W 1973 po przeprowadzonej reorganizacji rozgrywek (likwidacji klasy międzywojewódzkiej) dotychczas IV-ligowa klasa okręgowa stała się trzecim poziomem ligowym, a skład uczestników powiększono do 18 uczestników. Sezon 1973/1974 klasy okręgowej Stalowcy ukończyli na czwartym miejscu. Po sezonie pojawiły się głosy sugerujące zmianę nazwy klubu, które przychylnie komentował kierownik sekcji, Zdzisław Smoliński. W połowie 1974 władze klubu zwolniły trenera Adama Korneckiego, mianując go szkoleniowcem juniorów, zaś zatrudniły na posadzie I trenera drużyny Kazimierza Kurkarewicza, dotychczasowego opiekuna juniorów. W sezonie utworzonej klasy wojewódzkiej 1974/1975 Stalowcy uplasowali się na dziewiątej pozycji. Na trzecim miejscu wśród ligowych strzelców był Jerzy Pietrzkiewicz (14 goli), a na czwartym J. Nowosielski (12 goli). Po sezonie ponownym głównym trenerem został Adam Kornecki. W 1975 obok stadionu przy ulicy Stróżowskiej wzniesiono budynek klubowy.
W następnym sezonie 1975/1976, ponownie pod nazwą klasy okręgowej, Stal uplasowała się na drugim miejscu i tym samym - pozostając wciąż na trzecim poziomie rozgrywkowym - uzyskała formalny awans do nowej III ligi, kwalifikując się do Grupy IV (jednej z ośmiu tzw. klasy międzywojewódzkiej (M)), skupiającej zespoły z sześciu niedawno utworzonych województw, w tym krośnieńskiego (jednocześnie rezerwy Stali ulokowano w niższej klasie A). Wysoka pozycja ligowa Stali została osiągnięta w roku jubileuszu 30-lecia istnienia klubu (1946-1976). Kilkanaście następnych lat drużyna Stali występowała naprzemiennie w lidze międzywojewódzkiej oraz okręgowej. W styczniu 1976 wychowanek klubu, Ryszard Pytlowany został powołany do kadry reprezentacji Polski juniorów na obóz w ZSRR. W 1976 obchodzono jubileusz 30-lecia istnienia klubu, który zbiegł się z 50. rocznicą powstania Zakładowego Domu Kultury w Sanoku i 30. rocznicą powstania zakładowej orkiestry dętej. Pod koniec listopada 1976 obchody uświetniły uroczysta akademia i galowy koncert amatorskich zespołów artystycznych. W 1976 została wydana publikacja pt. 50 lat Zakładowego Domu Kultury, 30 lat Orkiestry Dętej, 30 lat Klubu Sportowego „Stal” Sanockiej Fabryki Autobusów „Autosan”. W III-ligowych rozgrywkach IV Grupy klasy „M” (międzywojewódzkiej) sezonu 1976/1977 Stal zajęła przedostatnie 13. miejsce i została zdegradowana. W sezonie 1977/1978 sanoczanie pod kierunkiem trenera Mariana Leszczyńskiego występowali w międzywojewódzkiej klasie okręgowej. Prowadzili po rundzie jesiennej, zaś finalnie zajęli w niej drugie miejsce, awansując do III ligi międzywojewódzkiej. Po sezonie nowym trenerem został dotychczasowy asystent Zbigniew Sołtysik.
W sezonie III ligi międzywojewódzkiej grupie IV 1978/1979 Stalowcy zajęli siódme miejsce (J. Pietrzkiewicz był drugim strzelcem ligi z 13 golami). W 1979 po raz drugi zaznaczyli swój udział w rozgrywkach Pucharu Polski edycji 1979/1980, w II rundzie 19 sierpnia 1979 ulegli w Sanoku drużynie ROW Rybnik 0:1 po dyskusyjnym rzucie karnym. W sezonie 1979/1980 III ligi międzywojewódzkiej Grupy IV piłkarze uplasowali się na 11 miejscu, co wobec reorganizacji rozgrywek oznaczało ponowną degradację. W tym okresie od 8 stycznia 1980 trenerem Stali był Alojzy Matysiak. W edycji Pucharu Polski 1980/1981 Stal dotarła do II rundy szczebla centralnego, gdzie uległa zespołowi Małapanew Ozimek po dogrywce 0:1.
Od 1972 do 1979 trwała modernizacja stadionu przy ulicy Lenina, oddanego uroczyście do użytku 29 września 1979. Odnowiony obiekt został otwarty w dniach 29-30 września 1979. W latach 70. gablota informacyjna Stali Sanok była umieszczona w witrynie apteki, działającej w kamienicy przy ul. K. Świerczewskiego.

### ZKS Stal (lata 80.)

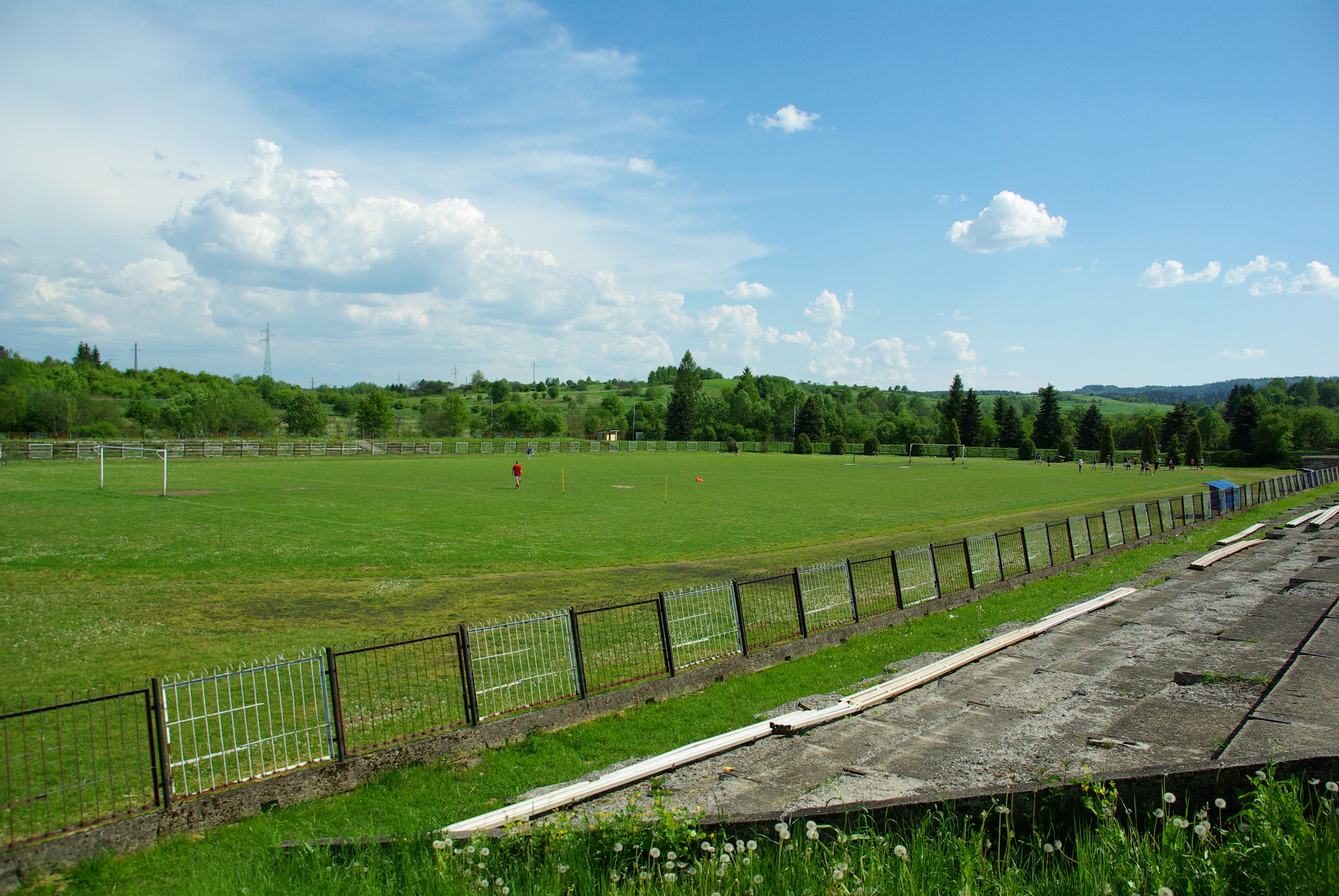
Były stadion Stali przy ul. Stróżowskiej (stan w 2011)

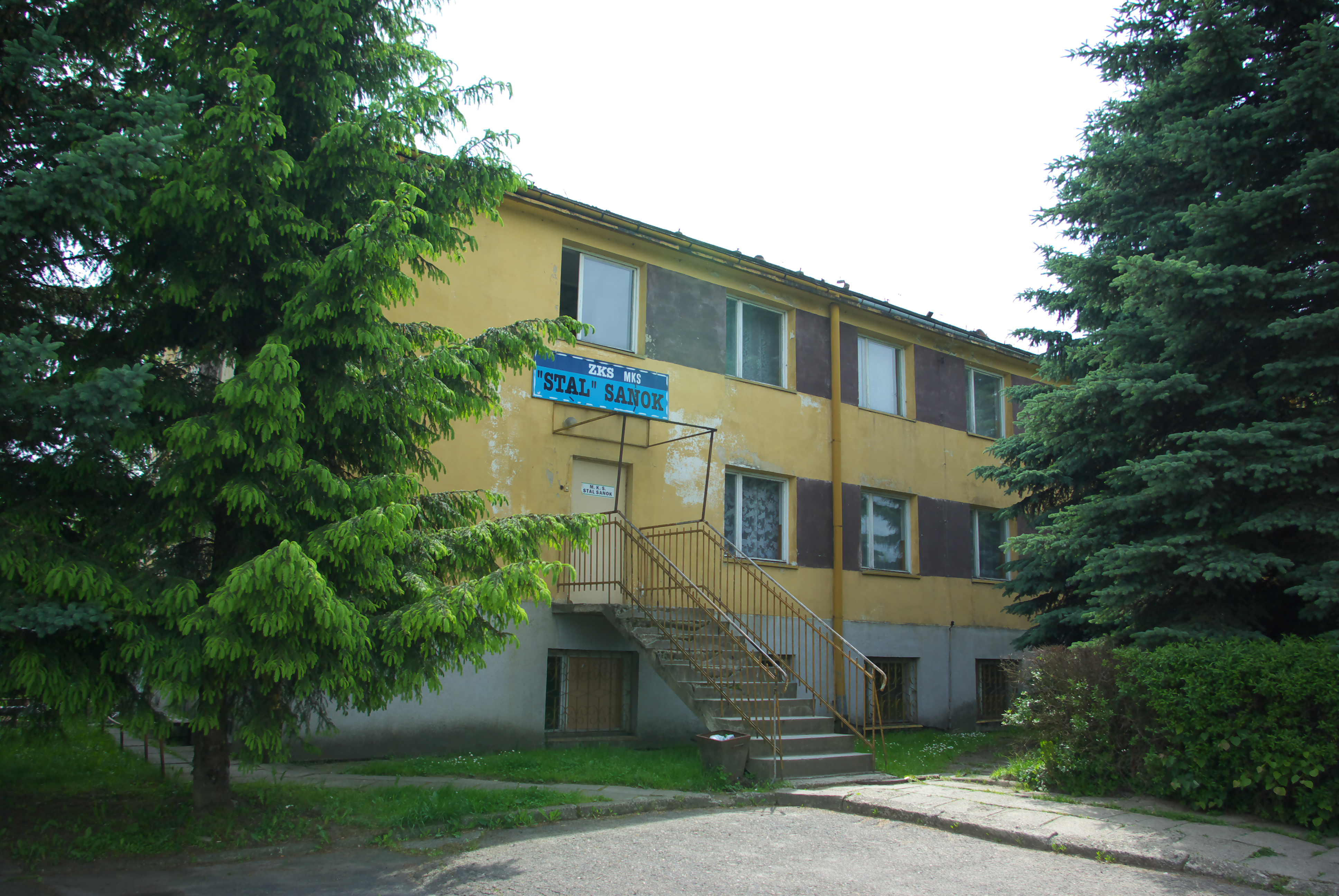
Dawny budynek siedziby klubu przy ulicy Stróżowskiej (2012)

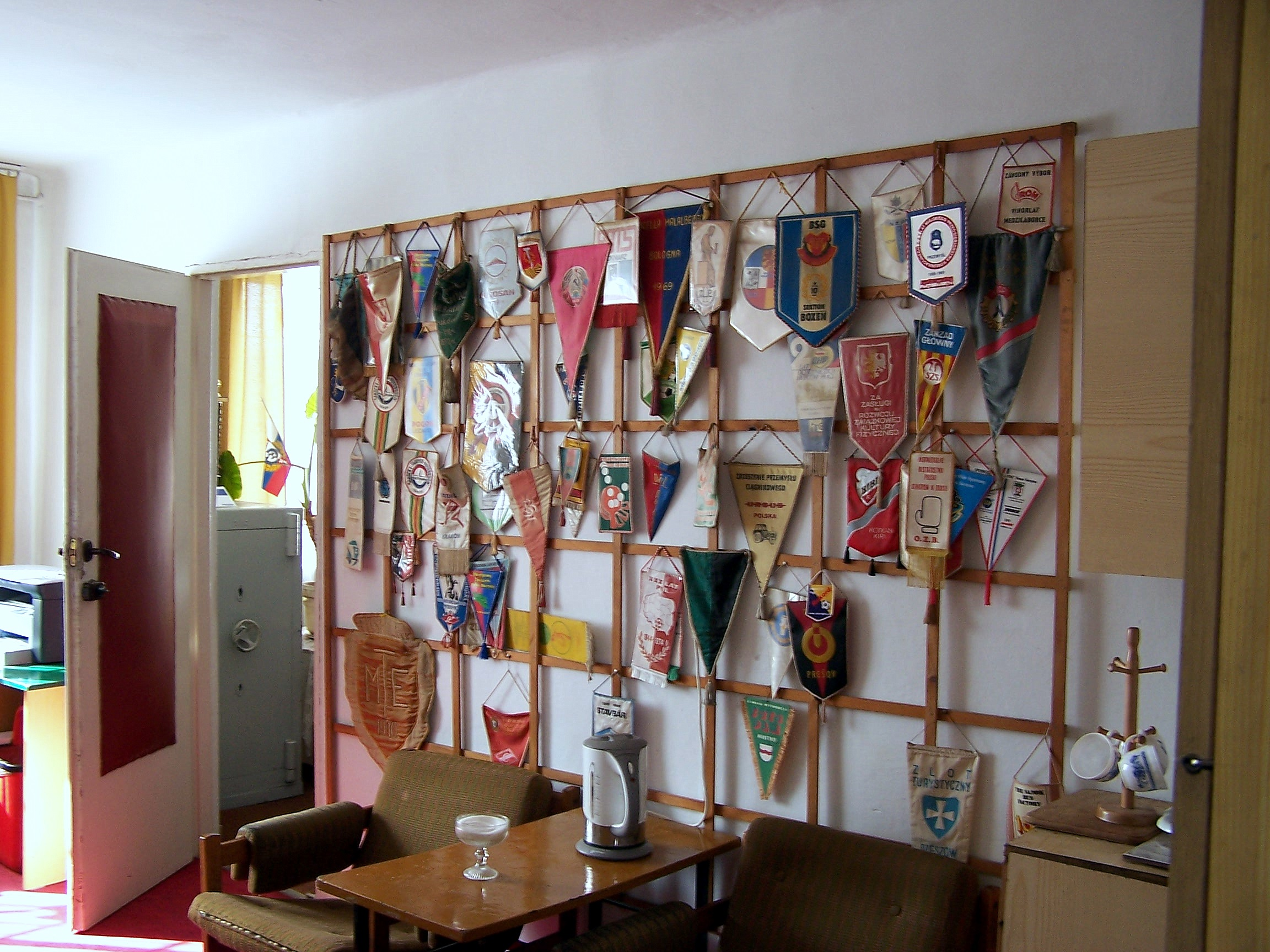
Wnętrze siedziby klubu przy ulicy Stróżowskiej (2008)

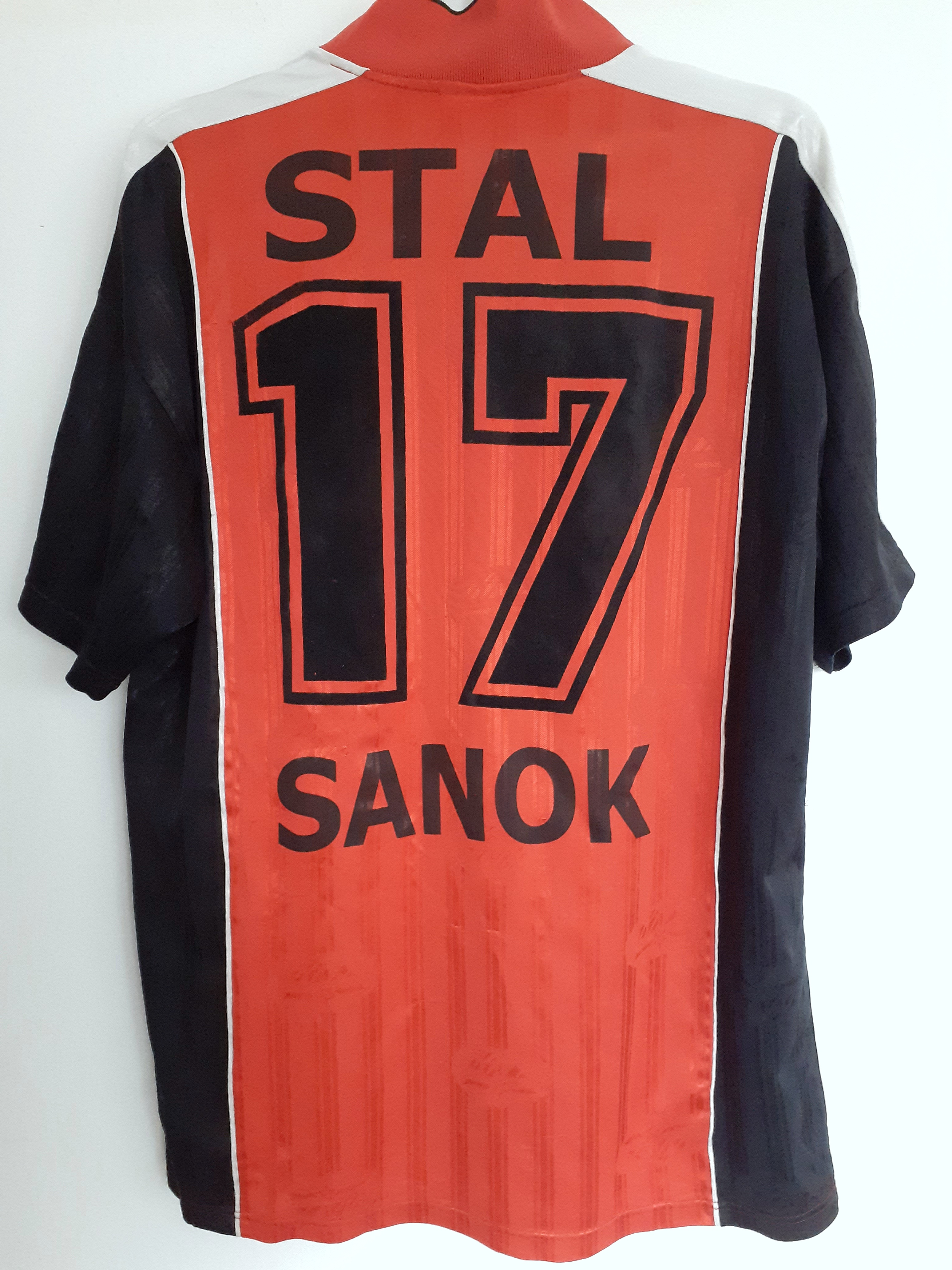
Koszulka juniorska Stali Sanok

Po reorganizacji rozgrywek Stalowcy przystąpili w sezonie 1980/1981 do IV-ligowej klasy okręgowej, grupy rzeszowsko-krośnieńskiej. Po pierwszych 11 meczach, w których Stal była niepokonana i zajmowała 1. miejsce w tabeli, jednak w opinii władz klubu nie prezentowała odpowiedniego poziomu i w listopadzie 1980 trener Matysiak został zwolniony ze stanowiska, a jego miejsce objął Z. Sołtysik. Na początku 1981 doszło do zmian w zarządzie Stali. Sanoczanie zajęli pierwsze miejsce w sezonie 1980/1981 klasy okręgowej, grupie rzeszowsko-krośnieńskiej. Tytuł króla strzelców tych rozgrywek zdobył wówczas Jerzy Pietrzkiewicz (27 goli). Po wygraniu rywalizacji ligowej Stal przystąpiła do baraży o III ligę w formie dwumeczu z Chełmianką Chełm: najpierw 29 czerwca 1981 ulegając 1:2 na wyjeździe (gol Bogdana Ślusarza), po czym 5 lipca 1981 wygrywając 4:0 u siebie (gole: Bogdan Ślusarz, Edward Joniec dwa i Stanisław Senuś). Po awansie, w nowym sezonie III ligi Grupy IV 1981/1982 Stal zajęła przedostatnie trzynaste miejsce w tabeli i uniknęła spadku wskutek restrukturyzacji rozgrywek, w ramach której powiększono III ligę z czterech do ośmiu grup. W Pucharze Polski edycji 1982/1983 Stalowcy po raz czwarty w historii dotarli do szczebla centralnego i w 1/32 finału ulegli Sandecji Nowy Sącz na wyjeździe 1:4. W następnym sezonie III ligi Grupy VIII edycji 1982/1983 Stal zajęła ponownie przedostatnie trzynaste miejsce i tym razem została zdegradowana do niższej klasy rozgrywkowej. W trakcie tego sezonu w maju 1983 trenera Sołtysika zastąpił Andrzej Łękawski, a następnie trenerami byli kolejno Ireneusz Sarzyński (od połowy 1983) i Eugeniusz Piętka (od 25 października 1983). W sezonie 1983/1984 rozgrywek klasy (tzw. klasa „M”) w grupie rzeszowsko-krośnieńsko-tarnobrzeskiej Stal zajęła drugie miejsce, premiowane awansem do III ligi. Liderem snajperów był ponownie Jerzy Pietrzkiewicz, zdobywca 22 z 47 goli drużyny. W dniach 4-5 sierpnia 1984 zorganizowano międzynarodowy turniej z okazji obchodów 40. rocznicy wyzwolenia Sanoka przez Armię Czerwoną. W sezonie III ligi Grupy VIII edycji 1984/1985 Stali pod wodzą E. Piętki nie udało się utrzymać i zespół po zajęciu 12 miejsca wśród 14 uczestników została zdegradowany do niższej klasy rozgrywkowej. Najwięcej bramek dla Stali zdobył tym razem Andrzej Mazur (7), z kolei Pietrzkiewicz (określanym boiskowym pseudonimem „Pietia”), który był najlepszym napastnikiem zespołu w ostatnich latach, postanowieniem trenera Piętki został w trakcie rundy wiosennej odsunięty od gry w pierwszym zespole i przesunięty do rezerw, zaś po sezonie zdecydował się zakończyć grę w drużynie Stali, w której barwach występował ponad 15 lat strzelając dla niej 273 gole w meczach mistrzowskich (ligowych i pucharowych), czym ustanowił absolutny klubowy rekord w historii klubu.
Latem 1985 przed sezonem 1985/1986 do pracy w Stali na stanowisku trenera-koordynatora zaangażowano pochodzącego z Sanoka szkoleniowca Oresta Lenczyka, który wkrótce przyjął jednak propozycję pracy z drużyną Igloopolu Dębica, w związku z czym trenerem był Eugeniusz Piętka, a następnie od jesieni 1985 Zbigniew Sołtysik. W rozgrywkach klasy międzywojewódzkiej, grupie krośnieńskiej (określanej też jako grupa krośnieńsko-przemyska) 1985/1986 piłkarze Stali zajęli pierwsze miejsce i wywalczyli ponowny awans do III ligi, czym uświetnili jubileusz 40-lecia istnienia klubu. W sezonie 1985/1986 mistrzostwo w grupie krośnieńskiej zdobyli juniorzy Stali. Przed nowym sezonem skład drużyny wzmocnili dwaj zawodnicy Stali Mielec, Janusz Marud i Andrzej Syper. W nowym sezonie Stal została przyporządkowana do nowej Grupy VIII w III lidze edycji 1986/1987. Sezon 1987/1988 klasy międzywojewódzkiej w grupie przemyskiej (określana także jako grupa krośnieńsko-przemyska) piłkarze Stali rozpoczęli kierowani przez nowego szkoleniowca Adama Słowika i asystenta Andrzeja Łękawskiego i odnosząc tylko jedną porażkę zajęli w niej pierwsze miejsce i awansowali po raz kolejny do III ligi. W 1988 ze stanowiska prezesa Stali ustąpił Stanisław Grochmal (został wówczas wiceprezesem), a jego miejsce zajął dotychczasowy wiceprezes Zdzisław Smoliński.
W następnym sezonie III ligi Grupy VIII edycji 1988/1989 celem drużyny było utrzymanie się (wobec planowanej reorganizacji rozgrywek oznaczało to zajęcie miejsc 1-8). Po nieudanej rundzie jesiennej (przedostatnie 13 miejsce) dokonano wzmocnień kadrowych (w składzie byli m.in. Janusz Marud, Bogusław Kawecki, Marek Hendzel, Dariusz Gruca) oraz szkoleniowo-organizacyjnych (w styczniu 1989 trenerem został Jerzy Frączek, a jego asystentem Marek Biega, zaś kierownikiem sekcji został Jerzy Pietrzkiewicz). Runda wiosenna także okazała się rozczarowaniem i Stal plasując się na 13 pozycji została zdegradowana z III ligi (w sezonie stosowano ujemne punkty za wysokie porażki). Latem 1989 Stal po raz piąty w historii awansowała do szczebla centralnego Pucharu Polski, gdzie w I rundzie 22 lipca przegrali na wyjeździe ze Świtem Krzeszowice 1:0. W lipcu 1989 trenerem został Marek Biega, a jego zastępcą Jerzy Pietrzkiewicz. Po dokonanej reorganizacji rozgrywek w sezonie 1989/1990 Stal przystąpiła na czwartym poziomie do udziału w lidze regionalnej grupie rzeszowskiej, powstałej z klasy międzywojewódzkiej oraz z uczestników zdegradowanej z III ligi. Drużyna wygrała rundę jesienną, następnie również wiosenną i wywalczyła ponowny awans do III ligi makroregionalnej. W połowie 1990 Stal, eliminując Karpaty Krosno, po raz szósty w historii weszła do szczebla centralnego Pucharu Polski edycji 1990/1991, gdzie po pokonaniu Polnej Przemyśl i Zelmeru Rzeszów dotarła do III rundy (1/32 finału) ulegając 22 sierpnia Stali Rzeszów 0:1.

### ZKS, MKS Stal (lata 90.)

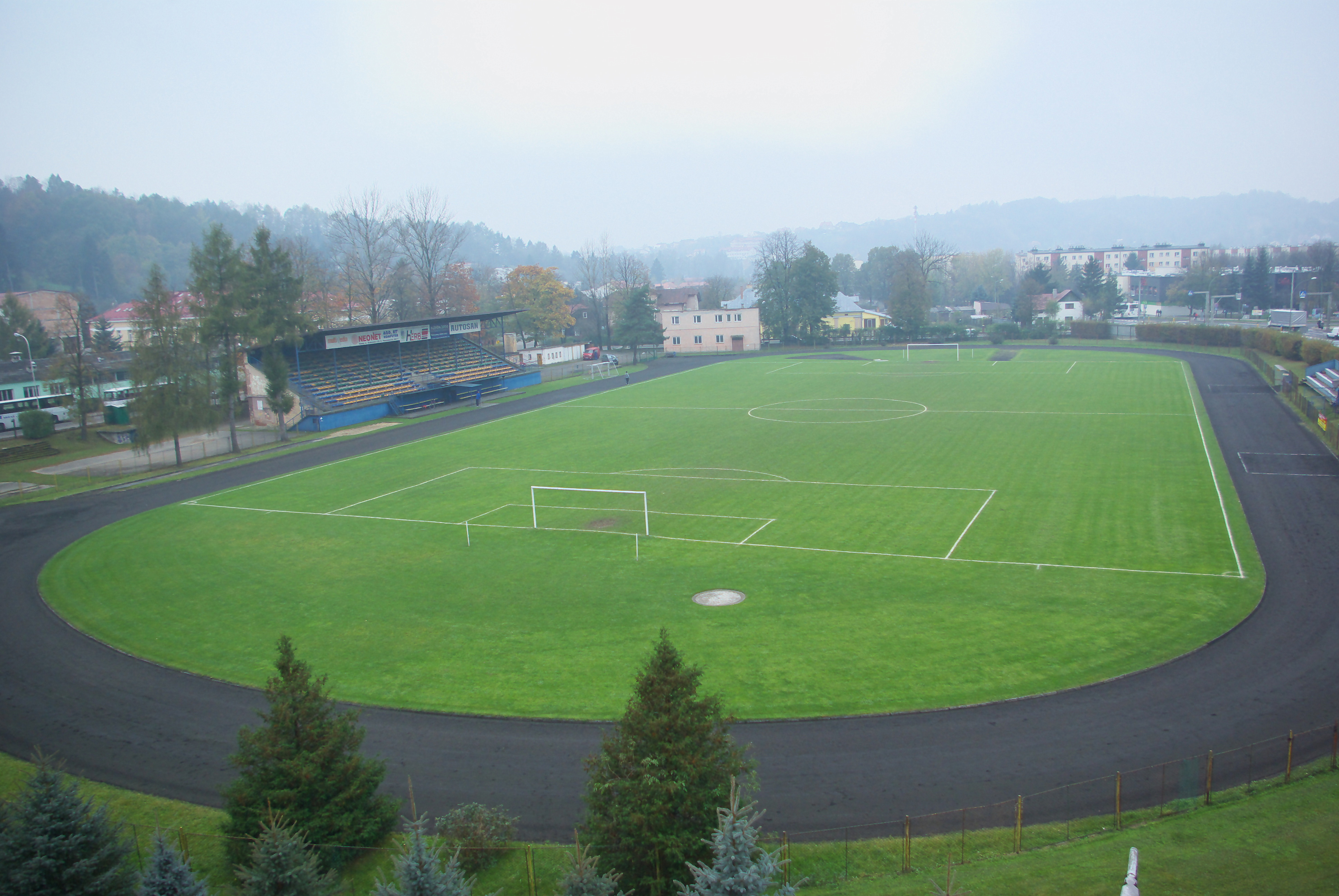
Stadion Wierchy przy ulicy Żwirki i Wigury (2014)

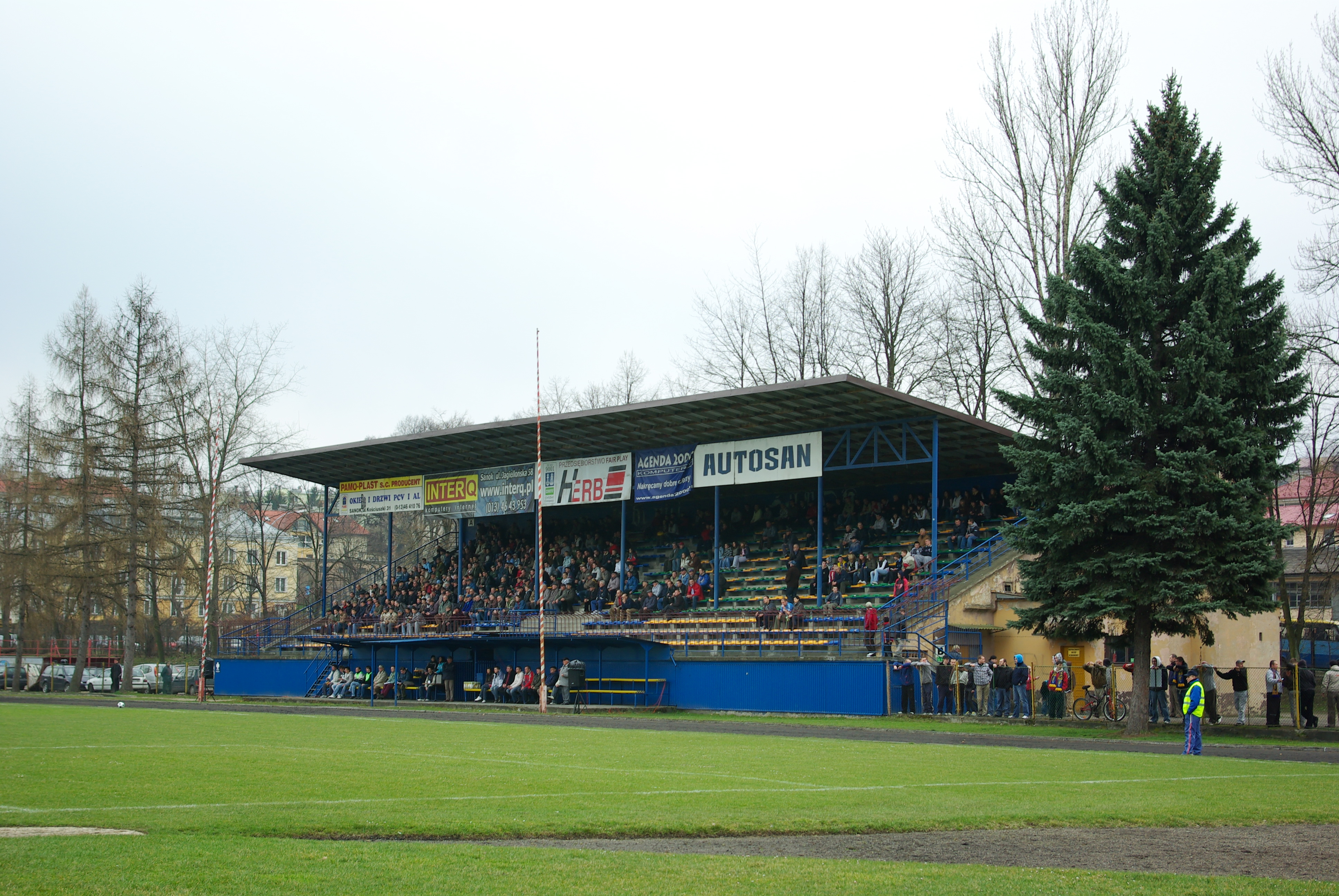
Główna trybuna południowa na stadionie Wierchy (2008)

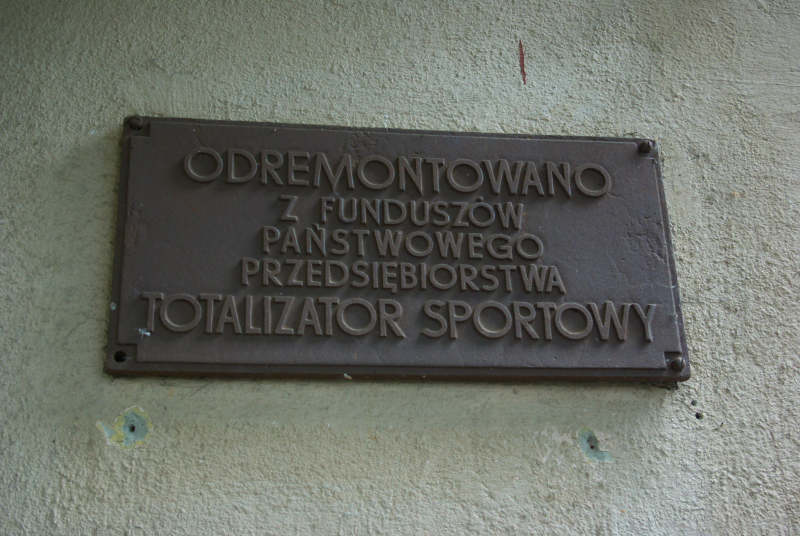
Tablica pamiątkowa na stadionie Wierchy upamiętniająca odremontowanie obiektu przez państwowe przedsiębiorstwo Totalizator Sportowy

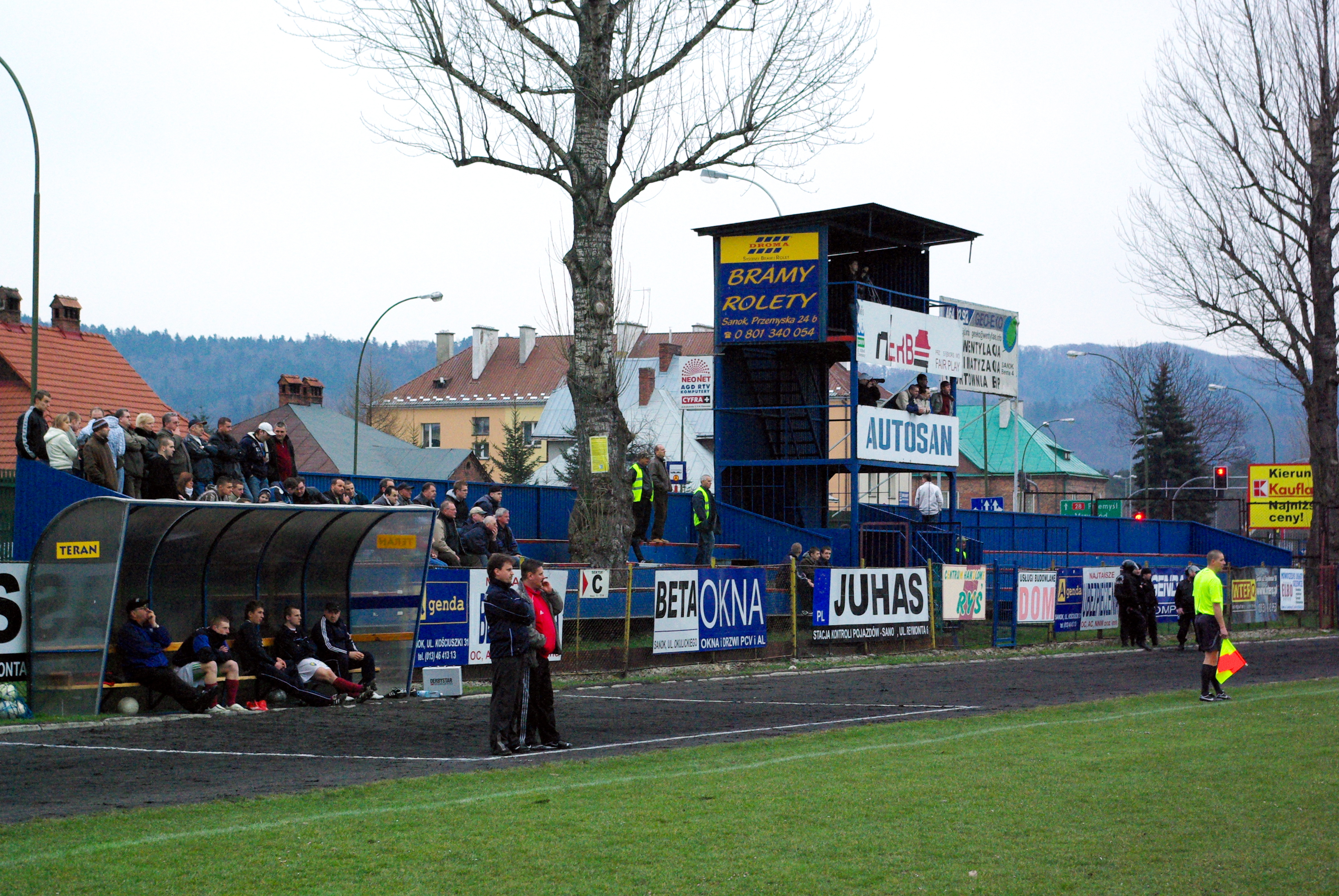
Północna część Wierchów – ławka rezerwowych oraz trybuny północne i wieża dla mediów, stworzone w 1998 (stan z 2008)

W międzyczasie na skutek kryzysu gospodarczego, a następnie transformacji ustrojowej stale pogarszała się sytuacja klubu. Wiosną 1990 wypowiedzenia pracy otrzymali piłkarze i zawodnicy sekcji hokejowej, bokserskiej Stali Sanok, zatrudniani dotąd przez lata na fabrycznych etatach w SFA „Autosan”. Zakład zaprzestał finansowania sportu i klubu (w tym czasie zupełnie zawieszono działalność sekcji hokejowej, bokserskiej, piłki siatkowej). 26 marca 1991 została powołana Fundacja na rzecz Stali.
W ostatniej dekadzie XX wieku Stal pod kierunkiem trenerów Biegi i Pietrzkiewicza przystąpiła do rozgrywek III ligi, klasie makroregionalnej w grupie małopolskiej edycji 1990/1991, w której zajęli szóste miejsce. W kolejnej edycji Pucharu Polski 1991/1992 na szczeblu regionu krośnieńskiego Stal pokonała na wyjeździe LZS Przysietnica 3:2, zaś tego samego dnia uczestnicząca równolegle w rozgrywkach drużyna rezerwowa Stali sprawiła niespodziankę, eliminując III-ligowe Karpaty Krosno. W finale na szczeblu okręgu 5 czerwca 1991 Stal I zwyciężyła Stal II wynikiem 4:1, a dochód ze spotkania przeznaczono na rzecz Fundacji „Gloria Victis”. Grając po raz siódmy na szczeblu centralnym PP 28 lipca 1991 Stal niespodziewanie uległa na wyjeździe niżej notowanemu rywalowi, zespołowi Spomaszu Kańczuga 3:1. Szkoleniowcami w kolejnym trzecioligowym sezonie byli początkowo Zbigniew Gnida (jako główny od 6 sierpnia 1991 oraz jako II trener Jerzy PietrzkiewiczBaszak, Ząbkiewicz. 55 lat ↓, s. 129), z którym w trakcie rundy jesiennej rozwiązano umowę za porozumieniem stron, a jego miejsce tymczasowo zastąpił jako grający trener, defensor Stali Roman Lechoszest, który prowadził zespół w trzech ostatnich meczach rundy w listopadzie 1991, po których Stał zajmowała piąte miejsce. Od 16 grudnia 1991 trenerem Stali był Jewhen Kaminski z Drohobycza (przedstawiany jako Eugeniusz Kamiński, były współpracownik Walerego Łobanowskiego), a prócz niego zostali pozyskani z Hałyczyny Drohobycz zawodnicy: bramkarz Elchan Rasułow i Serhij Rajko (na testach także Petro Didyk), a w tym czasie odszedł Aleksiej Leonidow, zaś pozostawał w składzie Iwan Gamali. Po kilku tygodniach, w lutym 1992 Kaminskiego zastąpił Marek Biega. W jednym z meczów domowych rundy wiosennej przeciw Czarnym Jasło zawodnik Stali, Roman Lechoszest uderzył w twarz piłkarza gości, za co otrzymał czerwoną kartkę, a wkrótce został ukarany przez Krakowski OZPN dyskwalifikacją na okres jednego roku. Sezon III ligi Grupy III Małopolskiej 1991/1992 Stal ukończyła na czwartym miejscu. W kolejnych miesiącach dochodziło do zmian na stanowisku szkoleniowca Stali: od 15 lipca do 27 września 1992 funkcję pełnił Roman Lechoszest (wówczas nadal zawodnik, tymczasowo zdyskwalifikowany, następnie drużynę krótkotrwale prowadził Jerzy Pietrzkiewicz, po nim od października 1992 wybitny niegdyś piłkarz Jan Domarski, a po słabej rundzie jesiennej szkolenie zespołu powierzono duetowi sprawdzonych trenerów – Markowi Biedze i Eugeniuszowi Piętce. Finalnie w sezonie 1992/1993 III ligi Grupy I Małopolskiej Stal zajęła 16 pozycję i została dotknięta degradacją. Po zakończeniu tego sezonu Stal nadzwyczaj udanie zaprezentowała się w edycji Pucharu Polski 1993/1994, gdy po raz ósmy awansowała na szczebel centralny, tam wyeliminowała kolejno II-ligowe zespoły z Rzeszowa, Resovię (2:1) oraz Stal (2:1), po czym w IV rundzie w fazie 1/16 finału w dniu 6 października 1993 uległa w Sanoku innej ekipie drugoligowej, Jagiellonii Białystok 0:3 (0:0).
W latach 1992–1993 nastąpiło przekształcenie ZKS Stal w klub jednosekcyjny (piłki nożnej). W sezonie 1993/1994 Stal występowała pod kierunkiem trenera M. Biegi w klasie regionalnej grupie rzeszowskiej, w której zajęła drugie miejsce i uzyskała premię do III ligi. W maju 1994 prezesem Stali został Jan Cesarczyk. W sezonie 1994/1995 III ligi Grupy V Małopolskiej Stal pod kierunkiem duetu trenerskiego Biegi i Pietrzkiewicza uplasowała się na dziewiątej pozycji. 29 maja 1995 na Walnym Zebraniu Sprawozdawczym klubu dokonano zmian w statucie, m.in. podjęto uchwałę o zmianie barw klubowych na pomarańczowo-granatowe z dniem 30 maja 1995. Latem 1995 Stal wzmocnili zawodnicy z 1-ligowym doświadczeniem: Janusz Mulawka, Dariusz Michalak, Janusz Marud. W grudniu 1995 trenera Biegę zastąpił Jerzy Daniło. W edycji 1995/1996 III ligi Grupy VI Małopolskiej Stal została sklasyfikowana na siódmym miejscu (od tego sezonu za zwycięstwo przyznawana trzy punkty). W edycji Pucharu Polski 1996/1997 Stal po raz dziewiąty dotarła do szczebla centralnego, gdzie w 1/128 finału 24 lipca 1996 uległa na wyjeździe Polonii Przemyśl 2:1. W grudniu 1996 prezesem ZKS Stal został Jan Fuks. W sezonie 1996/1997 III ligi Grupy VI Małopolskiej Stal, prowadzona przez Jerzego Daniłę i asystenta J. Pietrzkiewicza oraz przy wsparciu koordynatora M. Biegi, zajęła czwarte miejsce. W edycji Pucharu Polski 1997/1998 Stalowcy dziesiąty raz grali na szczeblu centralnym ulegając w Nowym Sączu Sandecji 1:0. W tym okresie w ramach rozgrywek mistrzostw Polski juniorów drużyna Stali dotarła do 1/8 finału, gdzie w czerwcu 1997 zmierzyła się z zespołem Wisły Kraków (późniejszy triumfatorem), remisując w Sanoku 1:1 (0:1, gol Wojciecha Pajestki) i ulegając na wyjeździe 4:1 (2:1, gol Tarnolickiego).
W 1997 przestał istnieć Zakładowy Klub Sportowy „Stal” – w jego miejsce 10 lipca 1997 utworzono Miejski Klub Sportowy „Stal” Sanok. ZKS Stal przekazał na rzecz nowego klubu swoich zawodników, sprzęt, wyciąg narciarski w Karlikowie, działalność gospodarczą oraz w dzierżawę obiekt sportowy przy ulicy Stróżowskiej. Nowy klub posiadał tylko jedną sekcję sportową – piłki nożnej. Pierwszym prezesem nowego klubu pozostawał Jan Fuks, po nim funkcję pełnił Bogusław Struś (od 31 maja 1999. Działalność sekcji piłkarskiej napotykała na trudności finansowe, mimo udzielanych przez miasto koncesji na prowadzenie różnej działalności w mieście oraz samodzielnego prowadzenia wyciągu narciarskiego w Karlikowie. W edycji III ligi Grupy IV Małopolskiej 1997/1998 drużyna Stali, nadal pod wodzą trenerów Daniły i Pietrzkiewicza, prowadziła po rundzie jesiennej i utrzymała przodownictwo do końca sezonu wygrywając rozgrywki (74 punty w 34 meczach ua 22 zwycięstw, 8 remisów i 4 porażki, bramki 59-25; najlepszym strzelcem był Grzegorz Kornecki z 18 golami). Reorganizacja rozgrywek ligowych sprawiła, że zwycięstwo w III-ligowej grupie nie było automatycznie premiowane awansem do II ligi, w związku z czym sanoczanie przystąpili do dwumeczu barażowego przeciwko mistrzowi grupy wschodniej (lubelskiej), Orlętom Łuków. W pierwszym pojedynku w Łukowie 24 czerwca 1998 padł remis 1:1 (do przerwy prowadziła Stal, bramkę zdobył Grzegorz Pastuszak w 41 min.). W rewanżu rozegranym w niedzielę 28 czerwca w Sanoku, przy 2,5-tysięcznej widowni i w dramatycznych okolicznościach (podczas meczu miało miejsce oberwanie chmury), Stal zwyciężyła po dogrywce 2:1, a oba gole strzelił Grzegorz Kornecki (65 i 94 min.). Tym samym po raz pierwszy w historii klubu i miasta Sanoka został osiągnięty awans do piłkarskiej drugiej klasy rozgrywkowej, a ponadto w tym czasie Stal Sanok była drugą, obok Stali Stalowa Wola, drużyną z południowo-wschodniej Polski w II lidze (w I lidze ten region nie miał wówczas reprezentanta).
W sezonie 1998/1999 ówczesnej II ligi Stal Sanok nie sprostała jednak poziomowi w wyższej klasie rozgrywkowej. W rundzie jesiennej w 14 meczach nie wygrała ani raz, wywalczyła 3 remisy i 11 razy przegrała (bramki 9:34) i zajmowała ostatnie, 15 miejsce. W rundzie wiosennej Stalowcy odnieśli dwa zwycięstwa (na wyjeździe pokonany został Wawel Kraków 2:3, a w Sanoku Avia Świdnik 1:0), jeden remis i 11 porażek. W 28 meczach drużyna zgromadziła zaledwie 10 punktów (2 zwycięstwa, 4 remisy i 22 porażki; bilans bramkowy 15:74), w związku z czym pozostała na ostatnim, 15. miejscu w grupie wschodniej II ligi (szesnasty zespół, Okocimski KS Brzesko wycofał się wcześniej z rozgrywek) i w rezultacie poniosła spadek do III ligi.

### MKS Stal (2000–2010)
Po spadku z II ligi trenerem pozostawał pierwotnie Jerzy Daniło, którego w październiku 1999 zastąpił Ryszard Federkiewicz (asystentem obu był Andrzej Łękawski, który w tej funkcji w 1999 zastąpił Jerzego Pietrzkiewicza). W edycji III ligi Grupy IV Małopolskiej 1999/2000 Stalowcy uplasowali się na 13 pozycji. Rok później, grając w III lidze Grupie IV (Świętokrzyskie, Lubelskie, Małopolska, Podkarpacie) edycji 2000/2001 zajęli 17 miejsce wśród 19 uczestników i zostali zdegradowani o klasę niżej. Tuż po tym, w czerwcu 2001 rezygnację złożył trener Federkiewicz, którego na początku lipca zastąpił dotychczasowy asystent, Piotr Kot (wychowanek Stali, absolwent AWF). W ramach obchodów jubileuszu 55-lecia istnienia klubu została wydana publikacja pt. 55 lat Klubu Sportowego „Stal Sanok” 1946-2001, której autorami byli Adam Baszak i Józef Ząbkiewicz, a 10 listopada 2001 zorganizowano uroczystości. We wrześniu 2001 w I rundzie tj. 1/32 finału Pucharu Polski edycji 2001/2002 Stal uległa Górnikowi Łęczna 0:1 (0:1). 25 marca 2002 nowym prezesem klubu został wybrany Józef Konieczny (służbowo funkcjonariusz Komendy Rejonowej Policji w Sanoku). W IV lidze sanoczanie występowali przez kolejne cztery lata. W sezonie 2001/2002 Stalowcy zajęli 7 miejsce. Przed nową edycją ligową trenera P. Kota zastąpił Andrzej Łękawski (asystentem został Maciej Błażowski). Stal plasowała się w sezonie 2002/2003 na 3 miejscu, w 2003/2004 na 3 miejscu. W sezonie 2004/2005 drużyna prowadzona przez Ryszarda Federkiewicza zwyciężyła w IV lidze podkarpackiej i ponownie awansowała do III ligi. Wiosną 2005 ponownie prezesem został wybrany Jerzy Konieczny.

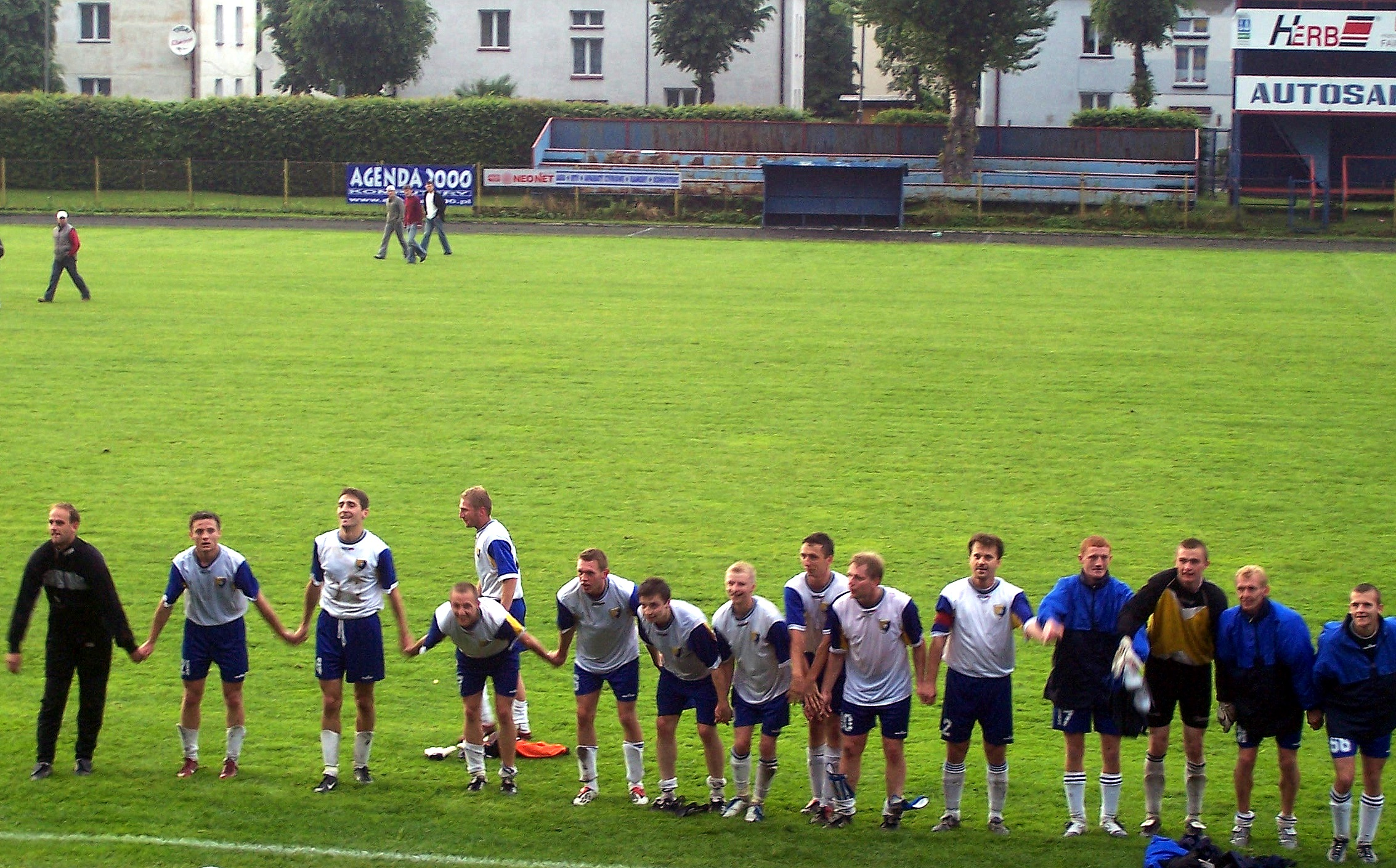
Zawodnicy Stali (2005)

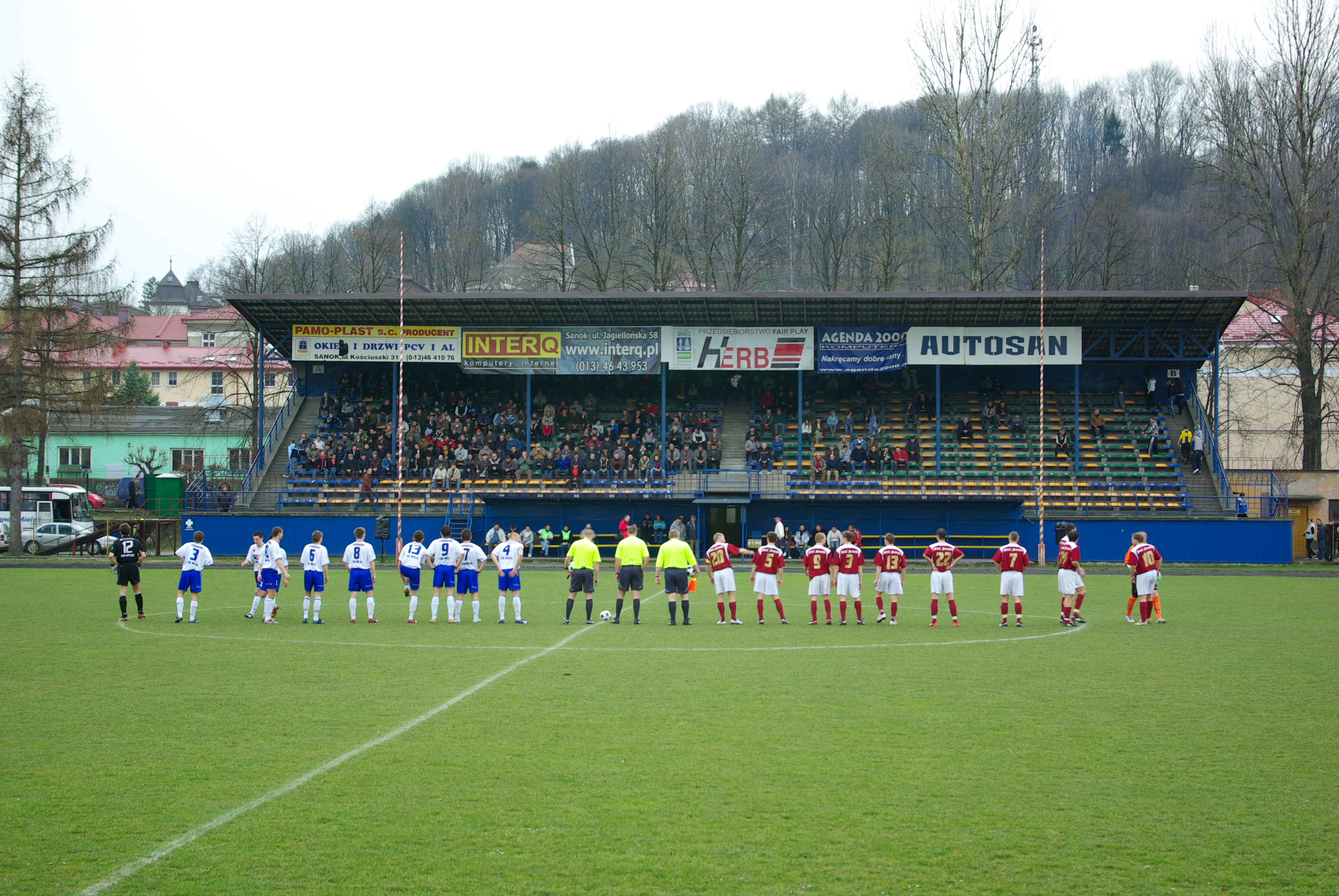
Mecz Stal Sanok – Stal Mielec (29.03.2008)

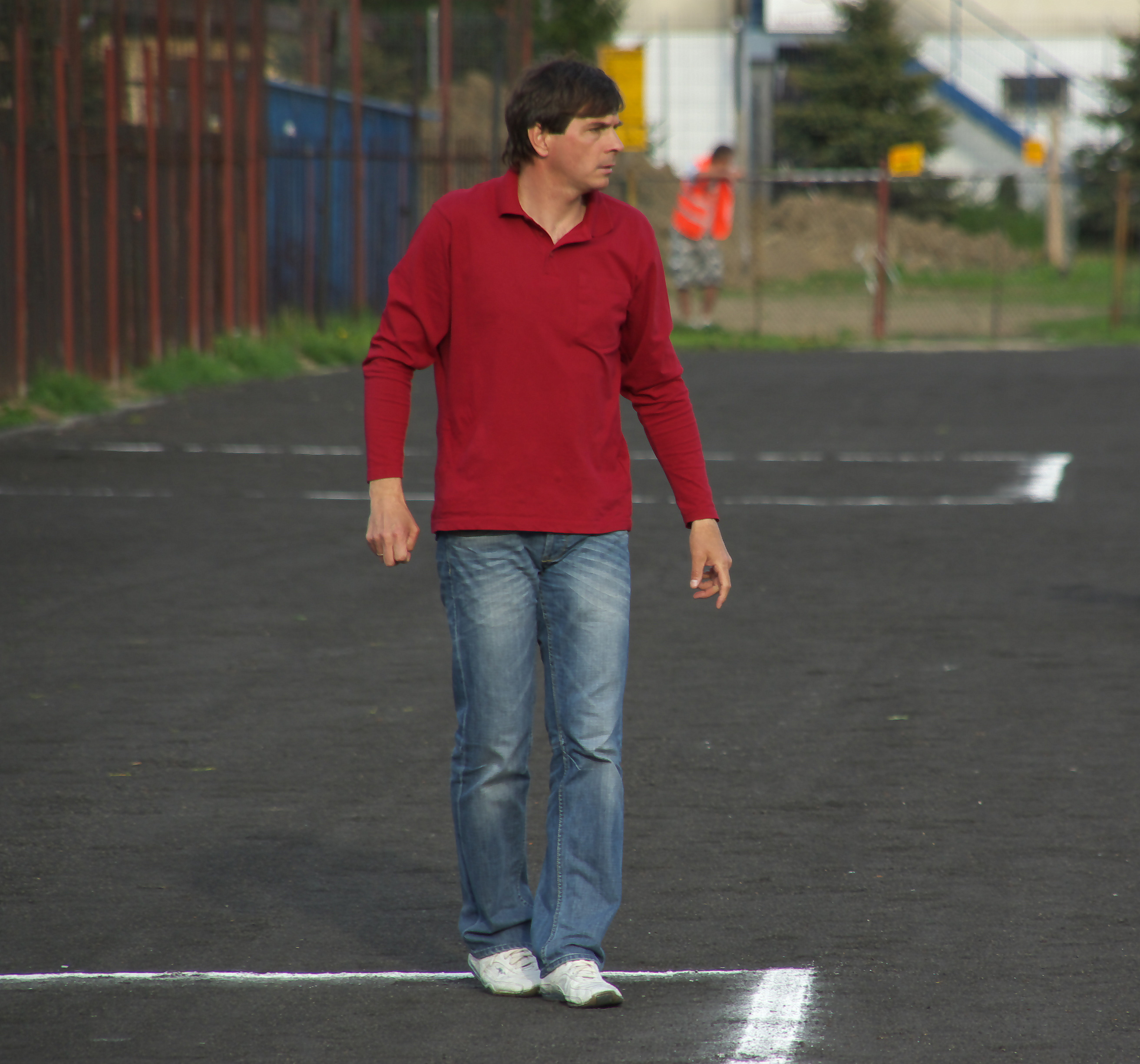
Roman Lechoszest – trener Stali w latach 2010–2011

W sezonie III ligi 2005/2006 Stal zajęła 8 miejsce w Grupie IV. W tym czasie drużyna Stali występowała z powodzeniem w Pucharze Polski. W II rundzie wstępnej edycji Pucharu Polski 2006/2007 15 sierpnia 2006 piłkarze pokonali KSZO II Ostrowiec Św. 1:0, a 22 sierpnia w 1/16 finału Polonię Bytom 2:0. Dnia 20 września 2006 w fazie 1/16 finału Stal pokonała 2:1 Legię Warszawa, eliminując tym samym aktualnego Mistrza Polski z 2006 i sprawiając tym samym jedną z największych sensacji piłkarskich w Polsce. Jednocześnie było to osiągnięcie uświetniające 60-lecie istnienia klubu. Drużyna awansowała do 1/8 finału PP. W tej rundzie Stalowcy ulegli Arce Gdynia 0:1 po dogrywce, tracąc gola na dwie minuty przed końcem dogrywki. Pod koniec listopada 2006 nowym trenerem został Marek Biega.
21 stycznia 2007 otwarto oficjalną stronę internetową klubu. W maju 2007 dokonano zmian w zarządzie klubu, przy czym prezesem pozostał Jerzy Konieczny. W edycji III ligi 2006/2007 Stalowcy zajęli 15 miejsce i zostali zdegradowani. Po rezygnacji Marka Biegi obowiązki I trenera od 1 lipca 2007 objął Maciej Bukład, a jego asystentami zostali Maciej Błażowski i Piotr Kot. W sezonie 2007/2008 Stal zdobyła Puchar Polski na szczeblu regionalnym, pokonując w finałowym starciu Resovię (w dwumeczu 2:1 i 2:2). W międzyczasie, w lipcu 2008 trenerem Stali został były jej piłkarz, Janusz Sieradzki (zastąpił Macieja Bukłada). W rundzie wstępnej centralnych rozgrywek o Puchar Polski w sezonie 2008/2009 13 sierpnia 2008 piłkarze z Sanoka pokonali Unię Tarnów (3:1), następnie w I rundzie 27 sierpnia Podbeskidzie Bielsko-Biała (2:2, k. 5:4), w II rundzie 24 września Widzew Łódź (1:0), zaś w 1/8 finału 29 października Stal Stalową Wolę 2:0, awansując tym samym do ćwierćfinału Pucharu Polski. Na tym etapie pucharowych rozgrywek los ponownie skojarzył sanoczan z drużyną Legii Warszawa, aczkolwiek tym razem pojedynek drużyn odbył się w dwumeczu. 17 marca 2009 w pierwszym spotkaniu 1/4 finału PP rozegranym na stadionie Wojska Polskiego w Warszawie Stal uległa Legii 3:1 (2:1). Jedynego gola zdobył Marcin Borowczyk, który swoimi golami przesądzał wcześniej o zwycięstwach Stali z imienniczką ze Stalowej Woli oraz Widzewem. Pomimo presji i stawki meczu w stolicy, Stalowcy zaprezentowali się przyzwoicie, pokazując waleczną postawę i prowadząc otwartą grę z Legionistami, za co po meczu zebrali brawa od wymagającej warszawskiej widowni. W rewanżu rozegranym w Sanoku 8 kwietnia padł remis 1:1 (0:0) i tym samym drużyna Stali Sanok odpadła z dalszej rywalizacji o Puchar Polski. Dotarcie do ćwierćfinału Pucharu Polski jest jak dotąd największym osiągnięciem sportowym piłkarskiej Stali Sanok.
W edycji 2007/2008 IV ligi podkarpackiej Stal zajęła 7 miejsce. Od sezonu 2008/2009 klub zyskał sponsora tytularnego i występował odtąd pod nazwą MKS Stal „Dom-Elbo” Sanok, zaś w tej edycji drużyna wygrała IV ligę podkarpacką awansując do III ligi. Królem strzelców rozgrywek został Fabian Pańko uzyskując 27 goli. W sezonie 2009/2010 zespół grał w III lidze Lubelsko-Podkarpackiej. 21 września 2009 trenera Sieradzkiego zastąpił Ryszard Pytlowany, który prowadził drużynę w zaledwie dwóch spotkaniach i 4 października niespodziewanie zmarł po meczu wyjazdowym ze Stalą Kraśnik. Funkcję szkoleniowca objął po nim jego dotychczasowy zastępca, Piotr Kot. Drużyna zakończyła sezon na wysokim czwartym miejscu – tym samym Stal Sanok była w sezonie 2009/2010 najlepszą drużyną Podkarpacia w III lidze piłkarskiej oraz czwartą drużyną w Polsce z województwa podkarpackiego. Z końcem sezonu z funkcji trenera odszedł Piotr Kot, który jednakowoż pozostał szkoleniowcem grup młodzieżowych w klubie. 6 lipca 2010 nowym szkoleniowcem został były piłkarz Stali, Roman Lechoszest. W rundzie jesiennej sezonu 2010/2011 drużyna zajęła trzecie miejsce.

### Lata 2011–2014

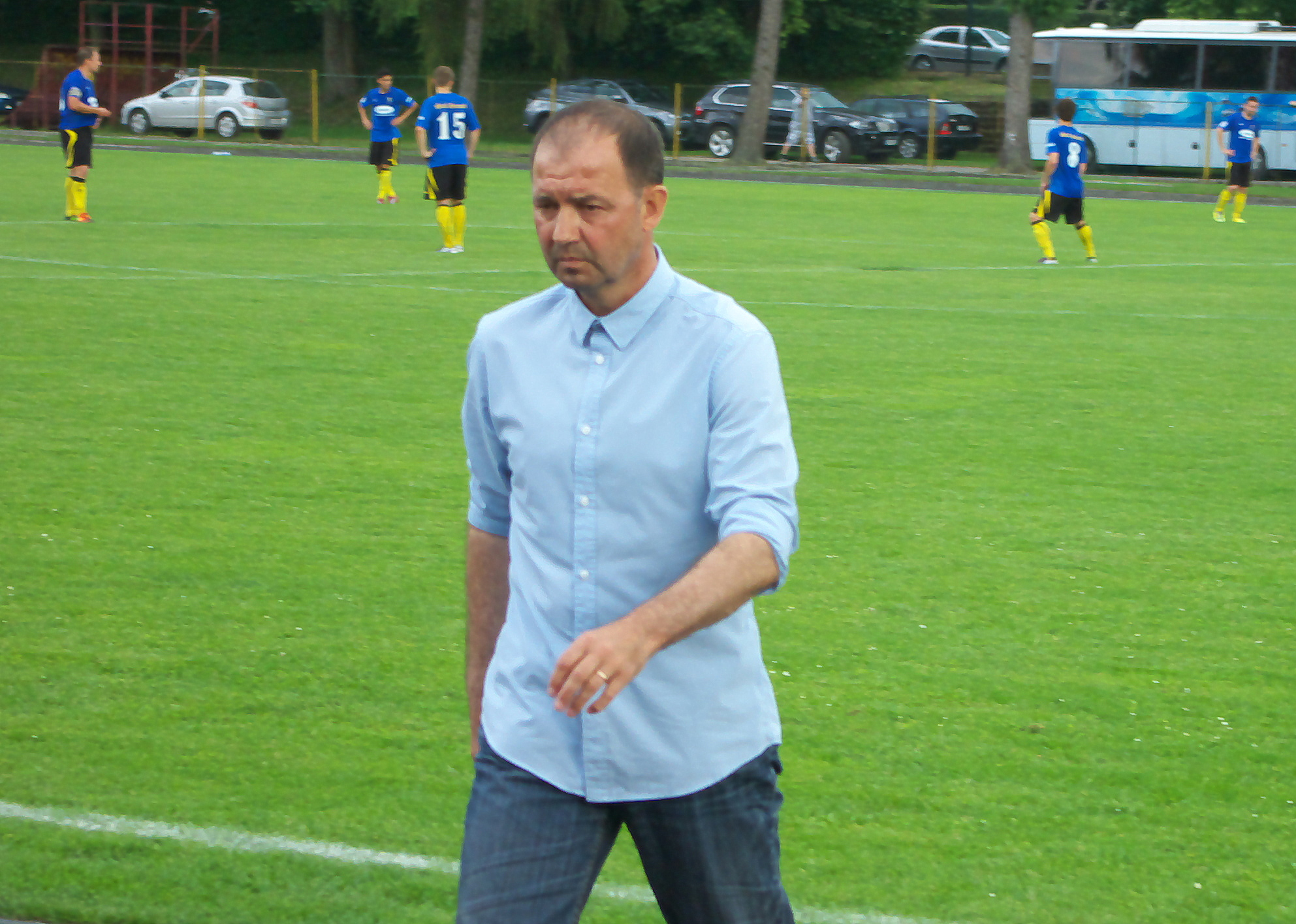
Ryszard Federkiewicz – trzykrotny szkoleniowiec Stali

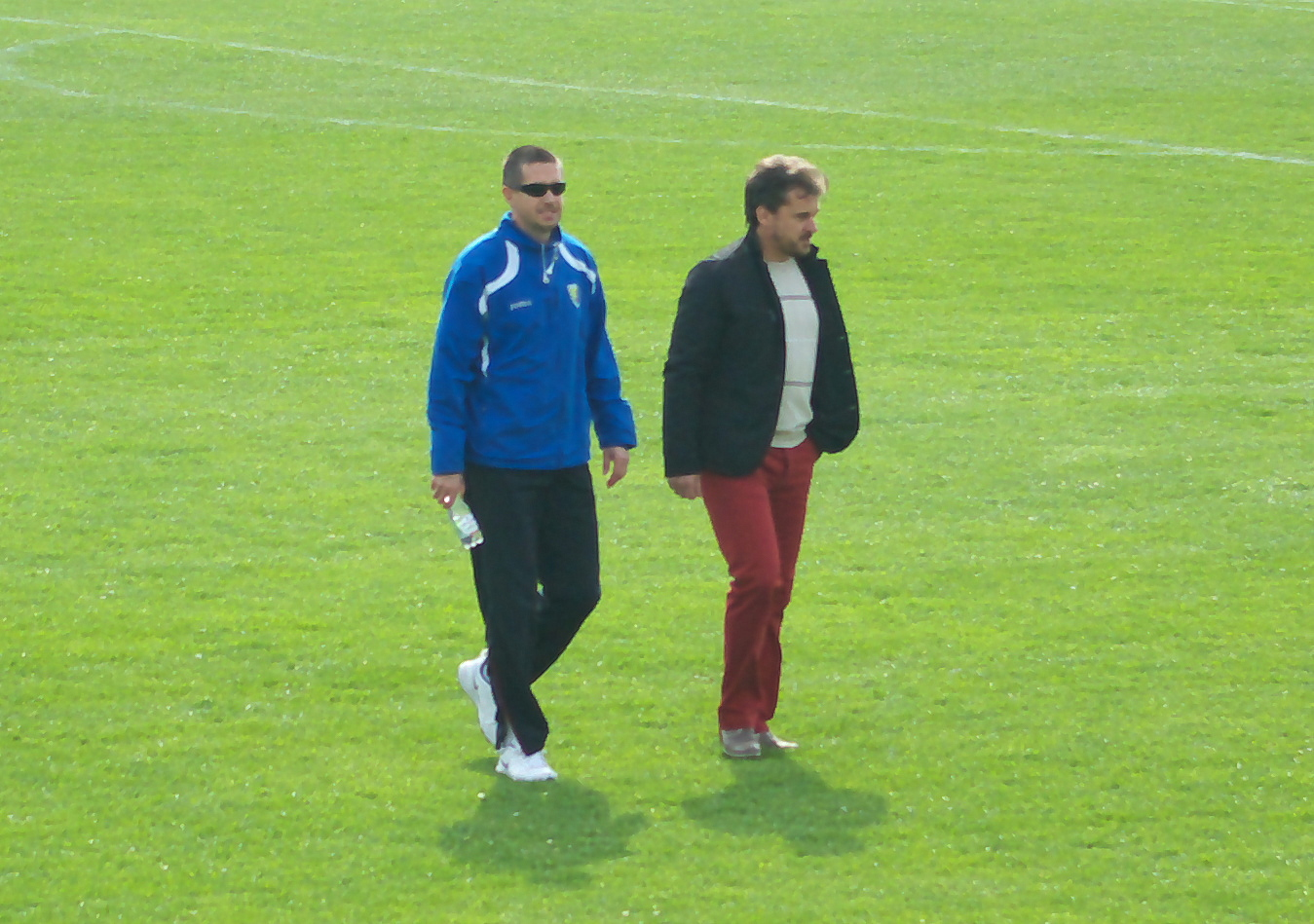
Trenerzy Stali Sanok do 2014: Piotr Kot i Robert Ząbkiewicz

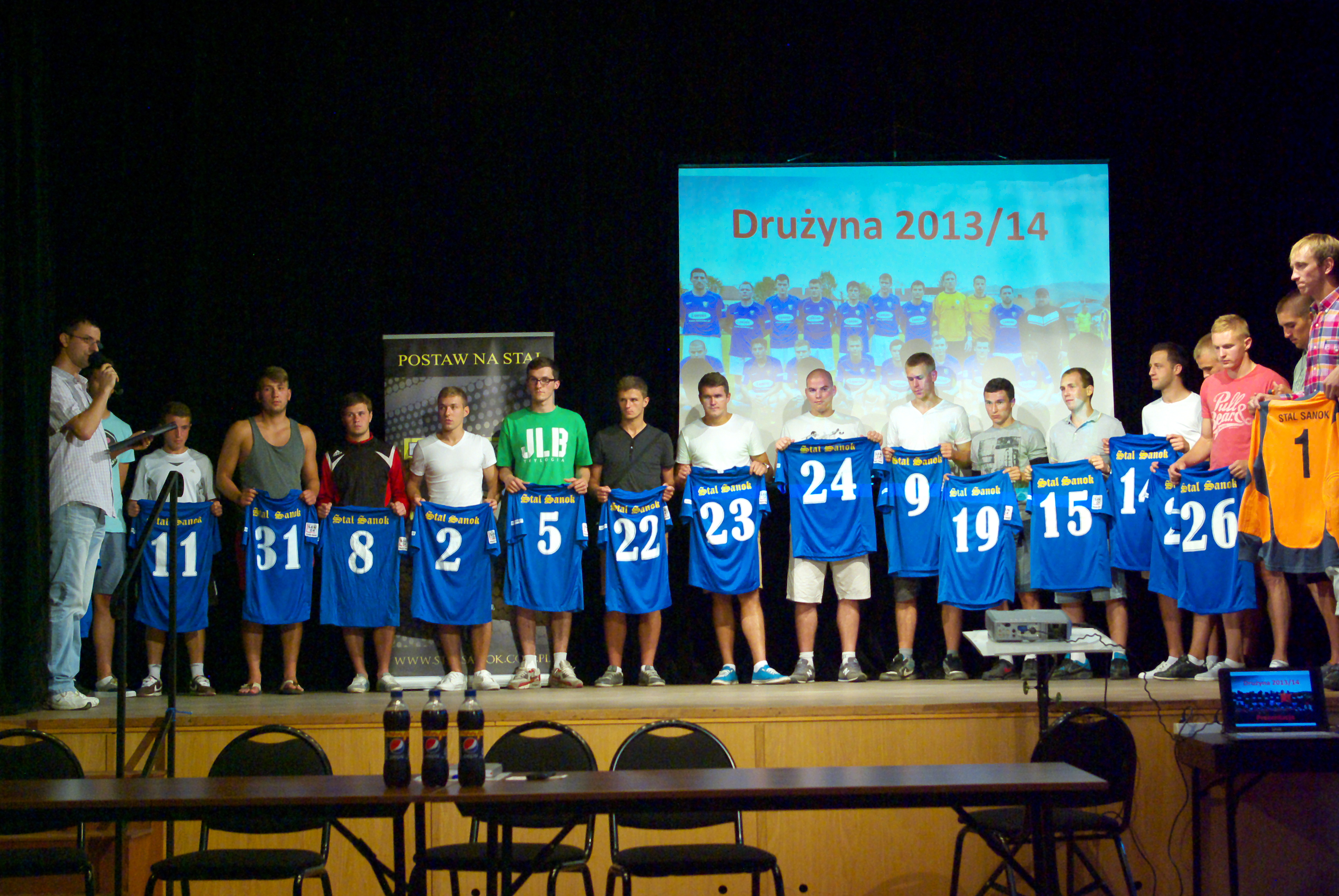
Prezentacja drużyny Stali Sanok przed sezonem 2013/2014

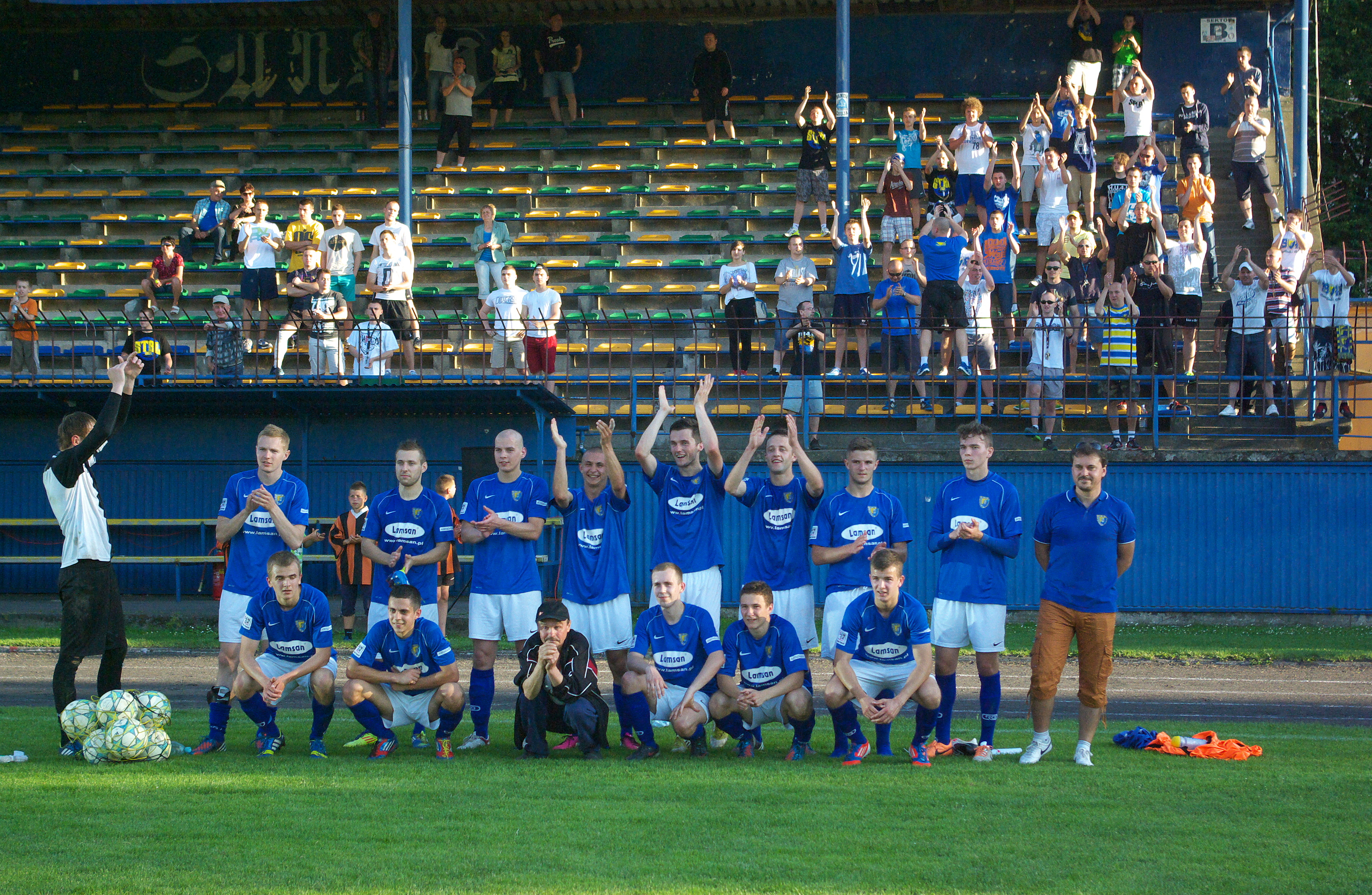
Piłkarze Stali Sanok po zakończeniu sezonu 2013/2014

Początek 2011 ujawnił narastające problemy finansowe klubu spowodowane wycofaniem się inwestora z zakupu terenów klubu przy ul. Stróżowskiej. 31 marca 2011 przeprowadzono wybory władz klubu. Sezon 2010/2011 drużyna ukończyła na czwartym miejscu (rezerwy klubu awansowały do klasy okręgowej). Stal awansowała także do finału Pucharu Polski na szczeblu podkarpackiego ZPN, gdzie w dwumeczu uległa drużynie LZS Turbia (0:3, 4:1). Od sezonu 2011/2012 do połowy 2013 klub występował pod nazwą sponsorską MKS Stal „Instal-Bud” Sanok. 24 października 2011 po 12. kolejce sezonu i niezadowalających wynikach i miejscu w tabeli (trzynaste na 16 drużyn) Zarząd klubu podjął decyzję o zwolnieniu trenera Romana Lechoszesta. Nowym trenerem Stali został po raz trzeci w karierze, Ryszard Federkiewicz. W maju 2012 drużyna wygrała Puchar Polski na szczeblu krośnieńskim, zaś po zwycięstwie z Pogonią Leżajsk awansowała do finału wojewódzkiego. W rundzie wiosennej sezonu drużyna nie osiągała zadowalających wyników i na dwie kolejki przed końcem znalazła się na 14., spadkowym miejscu. W przedostatnim meczu piłkarze Stali wygrali mecz w Chełmie z Chełmianką 4:2 (było to pierwsze w sezonie zwycięstwo wyjazdowe), zaś w ostatnim spotkaniu sezonu pokonali Stal Mielec 2:1, zdobywając zwycięskiego gola i zarazem zapewniającego utrzymanie ligowe w ostatniej minucie meczu. Bohaterami obu wygranych spotkań byli bracia Sebastian i Dariusz Kurowscy (obaj zdobyli wszystkie sześć bramek w obu meczach). Stal zajęła ostatecznie 12. miejsce w III lidze 2011/2012. W rozgrywkach pucharowych, podobnie jak przed rokiem, awansowała do finału Pucharu Polski na szczeblu podkarpackiego ZPN i podobnie jak rok wcześniej odpadła w tej fazie – tym razem przegrywając z drużyną Piasta Tuczempy (0:1, 1:2).
10 lipca 2012 Nadzwyczajne Walne Zebranie Członków klubu MKS Stal Sanok wybrało ponownie Józefa Koniecznego na prezesa klubu. Mimo poważnych problemów finansowych zespół Stali został zgłoszony do rozgrywek III ligi w sezonie 2012/2013. Przed sezonem 2012/2013 nastąpiła zmiana oficjalnej strony internetowej klubu. W składzie nastąpiło kilka zmian personalnych (m.in. pojawili się nowi zawodnicy z Ukrainy), a zespół wystartował rewelacyjnie w nowym sezonie wygrywając kolejno pierwszych sześć meczów. Po rundzie jesienniej drużyna zajmowała trzecie miejsce. W edycji Pucharu Polski Stal została zwycięzcą na szczeblu Krosno i dotarł do finału wojewódzkiego. W czerwcu 2013 w finale wojewódzkiego Pucharu Polski 2013/2014 pokonała w dwumeczu Polonia Przemyśl (3:1 i 1:0), zdobyła trofeum i awansowała do edycji Pucharu Polski 2013/2014 na szczeblu ogólnopolskim. W przedostatniej kolejce ligowej sezonu 2012/2013 drużyna zapewniła sobie 5. miejsce w tabeli. Na początku lipca 2013 klub otrzymał licencję uprawniającą do gry w sezonie III ligi 2013/2014. W I turze rundy wstępnej PP, 13 lipca 2013 Stal uległa drużynie Puszczy Niepołomice (w meczu 1:1, po karnych 0:2). Pierwotnie w lipcu 2013 została powołana spółka z ograniczoną odpowiedzialnością pod nazwą Stal Sanok Sp. z o.o., mająca na celu wspieranie klubu Stal Sanok i zapewnienie mu źródła finansowania (prezesem spółki został Jakub Gruszecki, a wiceprezesami Bartłomiej Rychter i Wojciech Pajestka) (w 2014 spółka została postawiona w stan likwidacji). W sierpniu 2013 Stal zainaugurowała sezon III ligi 2013/2014, w ramach którego wskutek planowanej reorganizacji ligowej utrzymanie w tej klasie rozgrywkowej gwarantuje zajęcie miejsca w tabeli do szóstego włącznie. 24 września 2013, po 10 meczach sezonu i 10 zdobytych punktach (14. miejsce w tabeli) trener Ryszard Federkiewicz zrezygnował ze stanowiska.
26 września 2013 nowym szkoleniowcem został Marcin Gabor, jego asystentem aktualny zawodnik Damian Niemczyk, a kierownikiem dotychczasowy drugi trener Robert Ząbkiewicz. Potwierdzono działalność nowej spółki pod nazwą Sanocki Sport Sp. z o.o.. Po trzech meczach (wyniki 0:1, 0:6 i 0:5) Marcin Gabor zrezygnował ze stanowiska trenera. Drużynę zdecydował się prowadzić Marek Biega (po raz piąty w historii), a wraz z nim wcześniejsi asystenci Damian Niemczyk i Robert Ząbkiewicz. W styczniu 2014 podczas przerwy zimowej trenerem Stali po raz trzeci w karierze został Piotr Kot. Drużyna zakończyła sezon 2013/2014 III ligi na 13. miejscu. Po sezonie 2013/2014 z funkcji trenera ustąpił Piotr Kot. 30 czerwca 2014 Podkarpacki Związek Piłki Nożnej podał do wiadomości, że Stal Sanok nie uzyskała licencji na grę w nowej edycji III ligi. Władze klubu poinformowały wówczas o wycofaniu z rozgrywek. MKS Stal Sanok zadeklarował zawieszenie funkcjonowania i prowadzenie działania do całkowitego oddłużenia Klubu; jednocześnie zapowiedział przekazanie na rzecz Fundacji Promocji Sportu Ekoball Sanok prawa do podtrzymania tradycji Stali Sanok (prawo do używania nazwy Stal oraz do użytkowania symboli klubowych). W porozumieniu zarządów obu klubów Ekoball Sanok zgłosił drużynę na bazie zawodników dotychczasowej Stali oraz własnych wychowanków do rozgrywek. Następnie władze krośnieńskiego OZPN w głosowaniu nie wyraziły zgody na start nowej drużyny pod egidą Ekoball w rozgrywek klasy okręgowej, wskutek czego możliwy stało się rozpoczęcie gry od klasy C. W związku z tym władze MKS Stal zgłosiły drużynę do rozgrywek, a 12 lipca 2014 władze Podkarpackiego ZPN przyznały Stali Sanok licencję na występy w IV lidze. Pomimo tego władze klubu w lipcu 2014 ostatecznie wycofały drużynę z rozgrywek ligowych. W wyniku kolejnej decyzji pod koniec lipca 2014 władze OZPN najpierw dopuściły drużynę Ekoball Stal Sanok do ligi okręgowej, po czym w kolejnym postanowieniu z początku sierpnia ostatecznie odmówiły jej udziału w tym rozgrywkach, wskutek tego klub Stali Sanok pozostał bez kontynuacji piłkarskiej drużyny seniorskiej własnej bądź w ramach innego zespołu.
Z dniem 5 czerwca 2016 MKS Stal Sanok został wykreślony z rejestru stowarzyszeń (do tego czasu prezesem zarządu klubu pozostawał Józef Konieczny).

### Ekoball Stal (od 2015)

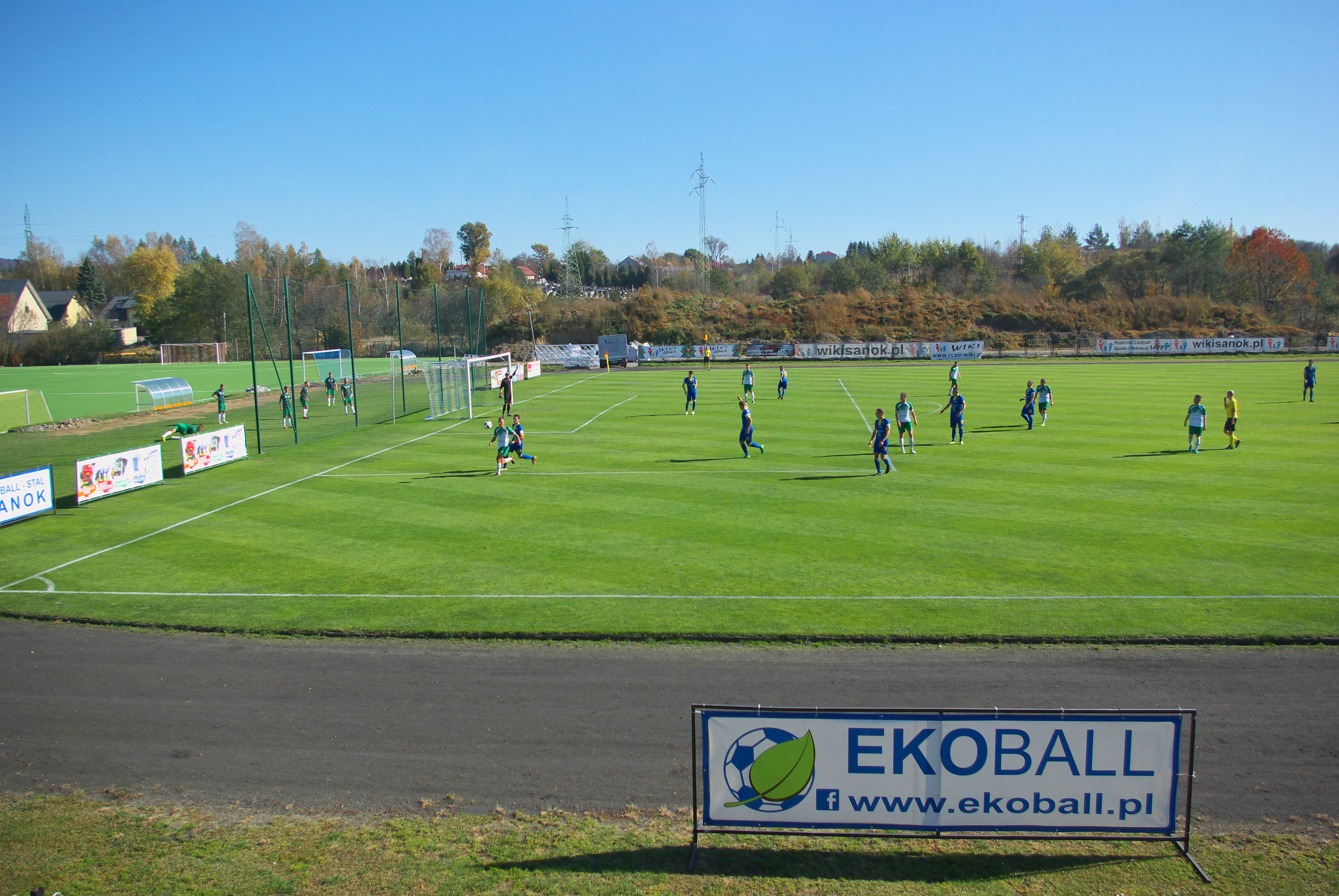
Mecz Ekoball Stali na stadionie przy ul. Stróżowskiej

Władze MKS Stal Sanok zezwoliły na używanie herbu i logo klubu na rzecz Klubu Sportowego Ekoball Sanok. Nowy zespół podjął przygotowania i przystąpił do rozgrywek Klasy A w grupie krośnieńskiej I edycji 2015/2016. Drużyna pod nazwą Geo-Eko Ekoball Stal Sanok, prowadzona przez trenera Roberta Ząbkiewicza, zajęła pierwsze miejsce i uzyskała awans do ligi okręgowej. W dniu 3 lipca 2016 na Stadionie Wierchy odbyły się obchody jubileuszu 70-lecia istnienia klubu Stal Sanok. W sezonie 2016/2017 zespół Ekoball Stali wygrał ligę okręgową w grupie krośnieńskiej, nie tracąc gola w rundzie wiosennej-rewanżowej. W sezonie IV ligi podkarpackiej edycji 2017/2018 drużyna zajęła 10. miejsce na 17 uczestników. Po sezonie właściciel przedsiębiorstwa Geo-Eko, Tomasz Bil (prowadzący KS Ekoball) podjął bezpośrednią współpracę z właścicielem Rodzinnego Centrum Sportu i Rekreacji „WIKI” w Sanoku, Jerzym Domaradzkim (prowadzącym ośrodek w byłej bazie Stali Sanok przy ulicy Stróżowskiej oraz IV-ligowy zespół LKS Pisarowce), mającą na celu rozwój i wzmocnienie sanockiego zespołu piłkarskiego (do tego czasu barwach klubu z Pisarowiec występowali byli zawodnicy MKS Stal Sanok). 2 lipca 2018 nowym głównym trenerem został przedstawiony Mateusz Ostrowski, zaś dotychczasowy szkoleniowiec R. Ząbkiewicz został jego asystentem oraz kierownikiem drużyny. 26 lipca 2017 Fundacja Promocji Sportu i Klub Sportowy Ekoball zawarły porozumienie partnerskie z klubem Bruk-Bet Termalica Nieciecza, przewidujące współpracę pomiędzy podmiotami. Do sezonu IV ligi 2018/2019 drużyna została zgłoszona pod nazwą Geo-Eko Wiki Ekoball Stal Sanok. W rundzie jesiennej drużyna zajęła czwarte miejsce, a mecze domowe rozgrywała na stadionie Ekoball w Bykowcach oraz na stadionie Wiki, tj.Stali przy ul. Stróżowskiej w Sanoku. W związku z wycofaniem się sponsora (Rodzinne Centrum Sportu i Rekreacji „WIKI”) począwszy od 1 stycznia 2019 drużynie przywrócono nazwę Geo-Eko Ekoball Stal Sanok. Rozgrywanie meczów w roli gospodarza w rundzie wiosennej 2018/2019 zaplanowano na obiekcie w Bykowcach oraz na zmodernizowanym stadionie MOSiR „Wierchy”. Sezon IV ligi 2018/2019 zespół zakończył na 5. miejscu na 18 uczestników. Edycja IV ligi pandemii COVID-19 została przerwana w dniu 7 maja 2020 z powodu pandemii COVID-19, a Stal do tego czasu zajmowała piąte miejsce w tabeli.
19 lipca 2020 w finale okręgu Pucharu Polski edycji 2020/2021 Stal uległa u siebie Karpatom Krosno 0:3. Tuż po tym zespół Ekoball Stal przystąpił do sezon IV ligi 2020/2021, rozszerzonej do 22 uczestników. Po dwóch kolejkach ligowych i zdobytym jednym punkcie z dniem 31 lipca 2020 ze stanowiska pierwszego trenera odszedł Mateusz Ostrowski, a jego miejsce zajął Piotr Kot, którego asystentem został Damian Niemczyk. W 22-zespołowej IV lidze grupie podkarpackiej Ekoball Stal zajęła w rundzie jesiennej 12 miejsce, a wobec czego reorganizacji rozgrywek została zakwalifikowana do uczestnictwa w rundzie wiosennej w dolnej części tabeli, rywalizując o utrzymanie. Na zakończenie sezonu finalnie drużyna uplasowała się na 11 pozycji. 18 maja 2022 w finale okręgu Pucharu Polski edycji 2022/2023 Ekoball Stal przegrała z Karpatami 0:1, a w edycji IV ligi 2021/2022 zajęła 13. miejsce tj. pierwsze objęte degradacją (wyżej sklasyfikowana Stal II Mielec miała lepszy bilans bezpośredni). 12 lipca 2022 nowym szkoleniowcem został ogłoszony Paweł Załoga, a jego asystentem został Mateusz Padiasek, który wiosną był zawodnikiem i funkcję asystenta będzie łączył z występami na boisku. W sezonie 2022/2023 Ekoball wygrał rozgrywki klasy okręgowej i awansował do IV ligi. Pod koniec rundy jesienniej edycji 2023/2024 dnia 7 listopada 2023 ze stanowiska ustąpił Paweł Załoga, a jego miejsce zajął Piotr Kot. 10 stycznia 2024 ogłoszono, że głównym trenerem został Paweł Jaślar, a asystentem Piotr Kowalski.

## Sezony ligowe
| Sezon     | Klasa                                   | Liga                                    | Msc.                                    | Mecze                                   | Z.                                      | R.                                      | P.                                      | Gole                                    | Pkt.                                    | Uwagi                                                                                     | Źródła                                  |
| --------- | --------------------------------------- | --------------------------------------- | --------------------------------------- | --------------------------------------- | --------------------------------------- | --------------------------------------- | --------------------------------------- | --------------------------------------- | --------------------------------------- | ----------------------------------------------------------------------------------------- | --------------------------------------- |
| 1947/1948 | 6                                       | Kl. C                                   | 7/7                                     | 12                                      |                                         |                                         |                                         | 12:40                                   | 3                                       | Jako Wagon Sanok                                                                          | [ 9 ]                                   |
| 1949/1950 | 6                                       | Kl. C, Gr. II Płd.                      | ?/7                                     | 12                                      |                                         |                                         |                                         |                                         |                                         |                                                                                           | [ 353 ]                                 |
| 1950      | 5                                       | Kl. B                                   |                                         |                                         |                                         |                                         |                                         |                                         |                                         | Jako Stal Sanok                                                                           | [ 354 ]                                 |
| 1951      | 6                                       | Kl. C                                   |                                         |                                         |                                         |                                         |                                         |                                         |                                         |                                                                                           | [ 18 ]                                  |
| 1952      | 3                                       | Kl. I, Gr V                             | 5/6                                     | 10                                      |                                         |                                         |                                         | 18:30                                   | 6                                       |                                                                                           | [ 19 ]                                  |
| 1953      | 5                                       | Kl. B, Gr. Podk.                        | 1/11                                    |                                         |                                         |                                         |                                         |                                         |                                         | Awans po barażach                                                                         | [ 355 ]                                 |
| 1954      | 4                                       | Kl. A, Gr. II                           | 6/12                                    | 22                                      |                                         |                                         |                                         | 45:36                                   | 23                                      |                                                                                           | [ 356 ]                                 |
| 1955      | 4                                       | Kl. A                                   | 4/18                                    | 34                                      |                                         |                                         |                                         | 84:47                                   | 43                                      |                                                                                           | [ 357 ]                                 |
| 1956      | 4                                       | Kl. A                                   | 5/14                                    | 29                                      |                                         |                                         |                                         | 68:48                                   | 29                                      |                                                                                           | [ 358 ]                                 |
| 1957      | 3                                       | III, Gr. VII Rzesz.                     | 9/12                                    | 22                                      |                                         |                                         |                                         | 33:44                                   | 18                                      | Po fuzji odtąd jako RKS Sanoczanka                                                        | [ 359 ]                                 |
| 1958      | 3                                       | III, Gr. VII Rzesz.                     | 7/12                                    | 22                                      |                                         |                                         |                                         | 40:40                                   | 21                                      |                                                                                           | [ 360 ]                                 |
| 1959      | 3                                       | III, Gr. VII Rzesz.                     | 10/12                                   | 22                                      |                                         |                                         |                                         | 29:41                                   | 20                                      | Spadek                                                                                    | [ 361 ]                                 |
| 1960      | 4                                       | Kl. A, Gr. Płd.                         | 2/12                                    | 22                                      |                                         |                                         |                                         | 61:27                                   | 30                                      |                                                                                           | [ 362 ]                                 |
| 1960/1961 | 4                                       | Kl. A, Gr. Płd.                         | 5/12                                    | 22                                      |                                         |                                         |                                         | 60:44                                   | 23                                      | W rundzie jesiennej jako RKS Sanoczanka, od rundy wiosennej jako ZKS Stal                 | [ 363 ]                                 |
| 1961/1962 | 4                                       | Kl. A, Gr. Płd.                         | 6/11                                    | 20                                      |                                         |                                         |                                         | 27:35                                   | 17                                      |                                                                                           | [ 364 ]                                 |
| 1962/1963 | 4                                       | Kl. A, Gr. Płd.                         | 4/12                                    | 22                                      |                                         |                                         |                                         | 51:30                                   | 27                                      |                                                                                           | [ 365 ]                                 |
| 1963/1964 | 4                                       | Kl. A                                   | 4/16                                    | 30                                      |                                         |                                         |                                         | 65:31                                   | 37                                      |                                                                                           | [ 366 ]                                 |
| 1964/1965 | 4                                       | Kl. A                                   | 3/15                                    | 28                                      |                                         |                                         |                                         | 84:29                                   | 40                                      |                                                                                           | [ 367 ]                                 |
| 1965/1966 | 4                                       | Kl. A                                   | 1/14                                    | 26                                      | 21                                      | 4                                       | 1                                       | 83:18                                   | 46                                      | Formalny awans do III ligi                                                                | [ 368 ]                                 |
| 1966/1967 | 4                                       | Liga Okr.                               | 4/13                                    | 24                                      |                                         |                                         |                                         | 46:36                                   | 25                                      | Po reorganizacji IV liga okręgowa                                                         | [ 105 ]                                 |
| 1967/1968 | 4                                       | Liga Okr.                               | 3/13                                    | 24                                      |                                         |                                         |                                         | 43:30                                   | 27                                      |                                                                                           | [ 106 ]                                 |
| 1968/1969 | 4                                       | Liga Okr.                               | 6/14                                    | 26                                      |                                         |                                         |                                         | 38:32                                   | 28                                      |                                                                                           | [ 108 ]                                 |
| 1969/1970 | 4                                       | Liga Okr.                               | 6/14                                    | 26                                      |                                         |                                         |                                         | 36:38                                   | 26                                      |                                                                                           | [ 109 ]                                 |
| 1970/1971 | 4                                       | Liga → Kl. Okr.                         | 9/14                                    | 26                                      |                                         |                                         |                                         | 24:28                                   | 23                                      | W trakcie sezonu przemianowanie, z ligi okręgowej na klasę okręgową                       | [ 111 ]                                 |
| 1971/1972 | 4                                       | Kl. Okr.                                | 4/14                                    | 26                                      |                                         |                                         |                                         | 36:29                                   | 28                                      |                                                                                           | [ 369 ]                                 |
| 1972/1973 | 4                                       | Kl. Okr.                                | 4/14                                    | 26                                      |                                         |                                         |                                         | 33:26                                   | 31                                      |                                                                                           | [ 370 ]                                 |
| 1973/1974 | 3                                       | Kl. Okr.                                | 4/18                                    | 34                                      |                                         |                                         |                                         | 57:31                                   | 45                                      | Po reorganizacji (likwidacji klasy międzywojewódzkiej), klasa okręgowa stała się III ligą | [ 371 ]                                 |
| 1974/1975 | 3                                       | Kl. Woj.                                | 9/16                                    | 30                                      | 9                                       | 11                                      | 10                                      | 41:34                                   | 29                                      |                                                                                           | [ 372 ]                                 |
| 1975/1976 | 3                                       | Kl. Okr.                                | 2/14                                    | 26                                      | 13                                      | 7                                       | 6                                       | 35:19                                   | 33                                      | Kwalifikacja do nowej III ligi Grupy IV                                                   | [ 373 ]                                 |
| 1976/1977 | 3                                       | Kl. M, Gr. IV                           | 13/14                                   | 26                                      |                                         |                                         |                                         | 20:37                                   | 20                                      | Spadek                                                                                    | [ 374 ]                                 |
| 1977/1978 | 4                                       | Kl. okr. M                              | 2/14                                    | 26                                      | 17                                      | 5                                       | 4                                       | 63:18                                   | 39                                      | Awans                                                                                     | [ 375 ]                                 |
| 1978/1979 | 3                                       | Liga M, Gr. IV                          | 7/14                                    | 26                                      | 11                                      | 6                                       | 9                                       | 31:20                                   | 28                                      |                                                                                           | [ 376 ]                                 |
| 1979/1980 | 3                                       | Liga M, Gr. IV                          | 11/15                                   | 28                                      | 7                                       | 10                                      | 11                                      | 32:36                                   | 24                                      | Po reorganizacji spadek                                                                   | [ 377 ]                                 |
| 1980/1981 | 4                                       | Kl. okr., Gr. Rzesz.-Krośn.             | 1/14                                    | 26                                      |                                         |                                         |                                         | 52:22                                   | 38                                      | Awans po barażach z Chełmianką Chełm                                                      | [ 378 ]                                 |
| 1981/1982 | 3                                       | III, Gr. IV                             | 13/14                                   | 26                                      | 6                                       | 8                                       | 12                                      | 18:28                                   | 20                                      |                                                                                           | [ 164 ]                                 |
| 1982/1983 | 3                                       | III, Gr. VIII                           | 13/14                                   | 26                                      |                                         |                                         |                                         | 16:50                                   | 18                                      | Spadek                                                                                    | [ 379 ]                                 |
| 1983/1984 | 4                                       | Kl. M, Gr. R-K-T                        | 2/14                                    | 26                                      |                                         |                                         |                                         | 47:21                                   | 36                                      | Awans                                                                                     | [ 171 ]                                 |
| 1984/1985 | 3                                       | III, Gr. VIII                           | 12/14                                   | 26                                      |                                         |                                         |                                         | 25:37                                   | 21                                      | Spadek                                                                                    | [ 380 ]                                 |
| 1985/1986 | 4                                       | Kl. M, Gr. Krośn.                       | 1/14                                    | 26                                      |                                         |                                         |                                         | 48:11                                   | 41                                      | Awans                                                                                     | [ 177 ]                                 |
| 1986/1987 | 3                                       | III, Gr. VIII                           | 13/14                                   | 26                                      |                                         |                                         |                                         | 25:47                                   | 13                                      | Spadek                                                                                    | [ 381 ]                                 |
| 1987/1988 | 4                                       | Kl. M, Gr. Przem.                       | 1/14                                    | 26                                      | 19                                      | 6                                       | 1                                       | 54:14                                   | 44                                      | Awans                                                                                     | [ 382 ]                                 |
| 1988/1989 | 3                                       | III, Gr. VIII                           | 13/14                                   | 26                                      |                                         |                                         |                                         | 22:47                                   | 11                                      | Spadek                                                                                    | [ 383 ]                                 |
| 1989/1990 | 4                                       | Liga Reg., Gr. Rz.                      | 1/14                                    | 26                                      |                                         |                                         |                                         | 40:16                                   | 40                                      | Awans                                                                                     | [ 192 ]                                 |
| 1990/1991 | 3                                       | III Kl. M, Gr. Młp.                     | 6/13                                    | 24                                      |                                         |                                         |                                         | 29:27                                   | 25                                      |                                                                                           | [ 197 ]                                 |
| 1991/1992 | 3                                       | III, Gr. III Młp.                       | 4/15                                    | 28                                      |                                         |                                         |                                         | 49:31                                   | 33                                      |                                                                                           | [ 206 ]                                 |
| 1992/1993 | 3                                       | III, Gr. I Młp.                         | 16/18                                   | 34                                      | 7                                       | 9                                       | 18                                      | 27:42                                   | 23                                      | Spadek                                                                                    | [ 210 ]                                 |
| 1993/1994 | 4                                       | Kl. Reg., Gr. Rz.                       | 2/16                                    | 30                                      | 17                                      | 6                                       | 7                                       | 54:23                                   | 40                                      | Awans                                                                                     | [ 215 ]                                 |
| 1994/1995 | 3                                       | III, Gr. V Młp.                         | 9/18                                    | 34                                      | 11                                      | 11                                      | 12                                      | 38:32                                   | 33                                      |                                                                                           | [ 384 ]                                 |
| 1995/1996 | 3                                       | III, Gr. VI Młp.                        | 7/18                                    | 34                                      | 15                                      | 8                                       | 11                                      | 38:27                                   | 53                                      | Od tego sezonu 3 pkt. za zwycięstwo                                                       | [ 385 ]                                 |
| 1996/1997 | 3                                       | III, Gr. VI Młp.                        | 4/18                                    | 34                                      | 17                                      | 10                                      | 7                                       | 46:33                                   | 61                                      |                                                                                           | [ 224 ]                                 |
| 1997/1998 | 3                                       | III, Gr. IV Młp.                        | 1/18                                    | 34                                      | 22                                      | 8                                       | 4                                       | 59:25                                   | 74                                      | Awans po barażach z Orlętami Łuków                                                        | [ 386 ]                                 |
| 1998/1999 | 2                                       | II, Gr. Wsch.                           | 15/15                                   | 28                                      | 2                                       | 4                                       | 22                                      | 15:74                                   | 10                                      | Spadek                                                                                    | [ 387 ]                                 |
| 1999/2000 | 3                                       | III, Gr. IV Młp.                        | 13/18                                   | 34                                      | 10                                      | 10                                      | 14                                      | 37:49                                   | 40                                      |                                                                                           | [ 388 ]                                 |
| 2000/2001 | 3                                       | III, Gr. IV                             | 17/19                                   | 36                                      | 9                                       | 11                                      | 16                                      | 38:66                                   | 38                                      | Spadek                                                                                    | [ 389 ]                                 |
| 2001/2002 | 4                                       | IV, Gr. Podk.                           | 7/18                                    | 34                                      | 15                                      | 5                                       | 14                                      | 48:37                                   | 50                                      |                                                                                           | [ 390 ]                                 |
| 2002/2003 | 4                                       | IV, Gr. Podk.                           | 3/18                                    | 34                                      | 17                                      | 10                                      | 7                                       | 67:44                                   | 61                                      |                                                                                           | [ 391 ]                                 |
| 2003/2004 | 4                                       | IV, Gr. Podk.                           | 3/18                                    | 34                                      | 21                                      | 7                                       | 6                                       | 67:29                                   | 70                                      |                                                                                           | [ 392 ]                                 |
| 2004/2005 | 4                                       | IV, Gr. Podk.                           | 1/18                                    | 34                                      | 24                                      | 7                                       | 3                                       | 66:23                                   | 79                                      | Awans                                                                                     | [ 393 ]                                 |
| 2005/2006 | 3                                       | III, Gr. IV                             | 8/16                                    | 30                                      | 10                                      | 10                                      | 10                                      | 36:35                                   | 40                                      |                                                                                           | [ 394 ]                                 |
| 2006/2007 | 3                                       | III, Gr. IV                             | 15/16                                   | 30                                      | 2                                       | 8                                       | 20                                      | 18:50                                   | 14                                      | Spadek                                                                                    | [ 395 ]                                 |
| 2007/2008 | 4                                       | IV, Gr. Podk.                           | 7/18                                    | 34                                      | 16                                      | 11                                      | 7                                       | 66:37                                   | 59                                      | Po reorganizacji spadek                                                                   | [ 396 ]                                 |
| 2008/2009 | 5                                       | IV, Gr. Podk.                           | 1/16                                    | 30                                      | 20                                      | 5                                       | 5                                       | 77:23                                   | 65                                      | Awans                                                                                     | [ 397 ]                                 |
| 2009/2010 | 4                                       | III, Gr. VIII Lub.-Podk.                | 4/16                                    | 30                                      | 13                                      | 6                                       | 11                                      | 37:37                                   | 45                                      |                                                                                           | [ 398 ]                                 |
| 2010/2011 | 4                                       | III, Gr. VIII Lub.-Podk.                | 4/16                                    | 30                                      | 15                                      | 5                                       | 10                                      | 44:31                                   | 50                                      |                                                                                           | [ 399 ]                                 |
| 2011/2012 | 4                                       | III, Gr. VIII Lub.-Podk.                | 12/16                                   | 30                                      | 8                                       | 11                                      | 11                                      | 32:36                                   | 35                                      |                                                                                           | [ 400 ]                                 |
| 2012/2013 | 4                                       | III, Gr. VIII Lub.-Podk.                | 5/16                                    | 30                                      | 14                                      | 7                                       | 9                                       | 49:43                                   | 49                                      |                                                                                           | [ 401 ]                                 |
| 2013/2014 | 4                                       | III, Gr. VIII Lub.-Podk.                | 13/17                                   | 32                                      | 10                                      | 8                                       | 14                                      | 28:41                                   | 38                                      | Spadek                                                                                    | [ 402 ]                                 |
| 2014/2015 | Bez uczestnictwa w rozgrywkach ligowych | Bez uczestnictwa w rozgrywkach ligowych | Bez uczestnictwa w rozgrywkach ligowych | Bez uczestnictwa w rozgrywkach ligowych | Bez uczestnictwa w rozgrywkach ligowych | Bez uczestnictwa w rozgrywkach ligowych | Bez uczestnictwa w rozgrywkach ligowych | Bez uczestnictwa w rozgrywkach ligowych | Bez uczestnictwa w rozgrywkach ligowych | Bez uczestnictwa w rozgrywkach ligowych                                                   | Bez uczestnictwa w rozgrywkach ligowych |
| 2015/2016 | 7                                       | Kl. A, Gr. Krosno I                     | 1/17                                    | 32                                      | 24                                      | 4                                       | 4                                       | 92:25                                   | 76                                      | Odtąd jako Geo-Eko Ekoball Stal Sanok. Awans                                              | [ 403 ]                                 |
| 2016/2017 | 6                                       | Kl. O, Gr. Krosno                       | 1/16                                    | 30                                      | 26                                      | 2                                       | 2                                       | 82:10                                   | 80                                      | Awans                                                                                     | [ 404 ]                                 |
| 2017/2018 | 5                                       | IV, Gr. Podk.                           | 10/17                                   | 32                                      | 12                                      | 10                                      | 10                                      | 39:33                                   | 46                                      |                                                                                           | [ 405 ]                                 |
| 2018/2019 | 5                                       | IV, Gr. Podk.                           | 5/18                                    | 34                                      | 14                                      | 12                                      | 8                                       | 49:30                                   | 54                                      |                                                                                           | [ 406 ]                                 |
| 2019/2020 | 5                                       | IV, Gr. Podk.                           | 5/18                                    | 18                                      | 8                                       | 5                                       | 5                                       | 29:20                                   | 29                                      | Sezon nieukończony wskutek pandemii COVID-19                                              | [ 407 ]                                 |
| 2020/2021 | 5                                       | IV, Gr. Podk.                           | 11/22                                   | 34                                      | 15                                      | 8                                       | 11                                      | 48:47                                   | 53                                      | W rundzie rewanżowej w podgrupie „o utrzymanie”                                           | [ 408 ]                                 |
| 2021/2022 | 5                                       | IV, Gr. Podk.                           | 13/20                                   | 38                                      | 13                                      | 12                                      | 13                                      | 42:41                                   | 51                                      | Spadek                                                                                    | [ 409 ]                                 |
| 2022/2023 | 6                                       | Kl. O, Gr. Krosno                       | 1/16                                    | 30                                      | 28                                      | 2                                       | 0                                       | 108:12                                  | 86                                      | Awans                                                                                     | [ 410 ]                                 |
| 2023/2024 | 5                                       | IV, Gr. Podk.                           | 4/18                                    | 34                                      | 20                                      | 4                                       | 10                                      | 64:44                                   | 64                                      |                                                                                           | [ 411 ]                                 |
| 2024/2025 | 5                                       | IV, Gr. Podk.                           | 5/18                                    | 34                                      | 16                                      | 9                                       | 9                                       | 54:38                                   | 57                                      |                                                                                           | [ 412 ]                                 |

## Puchar Polski

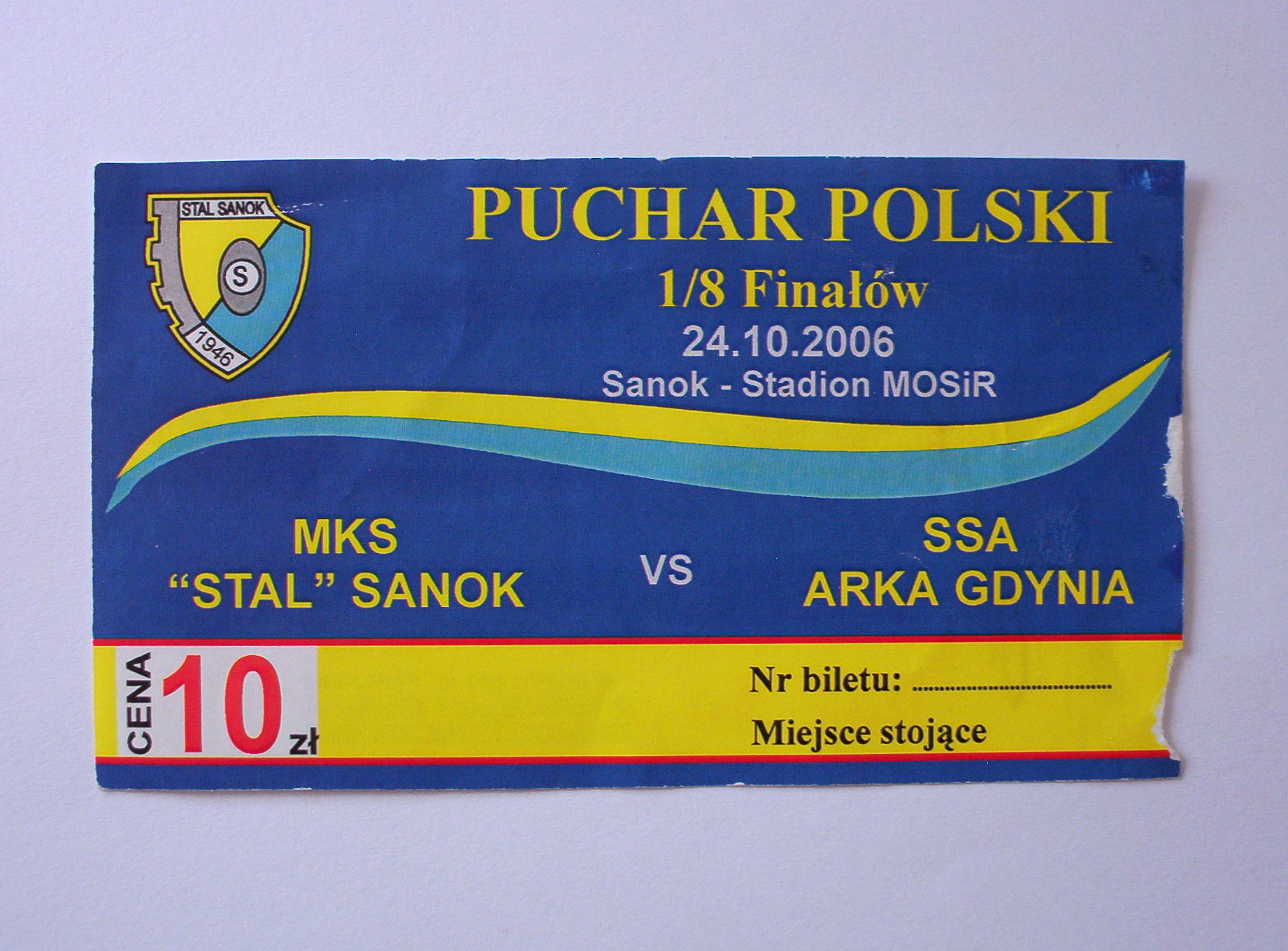
Bilet na mecz PP Stal Sanok – Arka Gdynia (2006)

Pomimo braku znaczących osiągnięć w rozgrywkach ligowych (tylko jednoroczny epizod w drugiej klasie rozgrywkowej), klub kilkakrotnie udanie występował w rozgrywkach Pucharu Polski. W kilku edycjach Stal Sanok zdobywała Puchar na szczeblu wojewódzkim i następnie docierała do fazy pucharowej szczebla ogólnopolskiego rozgrywając mecze z czołowymi drużynami w kraju:
- 1/16 finału Pucharu Polski 1973/1974. Wyeliminowane kluby: Stal Stalowa Wola, Polonia Przemyśl, Ursus Warszawa. Porażka z Ruchem Chorzów.
- 1/16 finału Pucharu Polski 1993/1994. Wyeliminowane kluby: Resovia, Stal Rzeszów. Porażka z Jagiellonią Białystok.
- 1/8 finału Pucharu Polski 2006/2007. Wyeliminowane kluby: KSZO II Ostrowiec Św., Polonia Bytom, Legia Warszawa. Porażka z Arką Gdynia.
- 1/4 finału Pucharu Polski 2008/2009. Wyeliminowane kluby: Unia Tarnów, Podbeskidzie Bielsko-Biała, Widzew Łódź, Stal Stalowa Wola. Porażka z Legią Warszawa.

## Osiągnięcia
- Mistrzostwo III ligi Małopolskiej (1 raz): 1997/1998
- Awans do II ligi (1 raz): 1998
- Awans do III ligi (10 razy): 1976, 1978, 1981, 1984, 1986, 1988, 1990, 1994, 2005, 2009
- 1/16 finału Pucharu Polski (2 razy): 1973/1974, 1993/1994
- 1/8 finału Pucharu Polski (1 raz): 2006/2007
- 1/4 finału Pucharu Polski (1 raz): 2008/2009

## Derby
Mianem derbów sanockiej drużyny piłkarskiej przyjęto nazywać kilka różnych rywalizacji. W przeszłości derby sanockie stanowiły mecze zespołów z siedzibą w Sanoku, niekiedy występujących na jednym poziomie ligowym, jednak z czasem wygasła z racji pozostałego przy istnieniu w mieście jednego klubu dysponującego zespołem na poziomie ligowym. W ramach derbów sanockich pomiędzy Stalą a Górnikiem dochodziło do emocjonujących pojedynków, poprzedzanych specjalnymi przygotowaniami w postaci zgrupowań, zaś obie drużyny były wspierane przez swoich kibiców, zachowujących kulturalny doping (sympatycy Stali – z uwagi na pochodzenie z dzielnicy Posady mieszczącej fabrykę Sanowag tj. późniejszy Autosan – byli określani mianem „Czerkiesów”). Pod koniec XX wieku mianem derbów Sanoka określano mecze drużyny rezerwowej Stal II Komunalni Sanok z zespołem Amatora Sanoka, rozgrywane na szczeblu A-klasy.
Prócz tego wykształciła się rywalizacja o znaczeniu regionalnym pomiędzy drużynami reprezentującymi miasto Sanok i Krosno, która przetrwała jako derby do lat współczesnych. Ponadto jako derby określono również piłkarskie pojedynki Sanoka z Jasłem (Stal Sanok – Czarni Jasło). Prócz tego, zarówno rywalizacja Sanoka z Jasłem, Sanoka z Krosnem, jak i Jasła z Krosnem jest określana jako Derby Podkarpacia.

### Derby sanockie
| Sezon     | Liga                       | Data        | Rezultat                 | Gole                              | Uwagi                                                             |
| --------- | -------------------------- | ----------- | ------------------------ | --------------------------------- | ----------------------------------------------------------------- |
| 1949/1950 | C Klasa, Grupa II Południe | ??.X.1949   | Wagon – Gwardia 3:0 (w.) |                                   | Przy stanie 1:0 walkower za nie dostarczenie piłki przez Gwardię. |
| 1949/1950 | C Klasa, Grupa II Południe | 1950        | Gwardia – Wagon          |                                   |                                                                   |
| 1954      | A Klasa, Grupa II          | 06.VI.1954  | Górnik – Stal 5:0 (3:0)  |                                   |                                                                   |
| 1954      | A Klasa, Grupa II          | 12.IX.1954  | Stal – Górnik 2:1 (1:1)  |                                   |                                                                   |
| 1955      | A Klasa                    | 26.VI.1955  | Górnik – Stal 1:2 (1:1)  |                                   |                                                                   |
| 1955      | A Klasa                    | 23.X.1955   | Stal – Górnik 1:1 (0:1)  |                                   |                                                                   |
| 1956      | A Klasa                    | 08.04.1956  | Stal – Górnik 3:1 (1:0)  | Mach, Kornecki, sam. / Rogoziński | Józef Zajdel (Stal)                                               |
| 1956      | A Klasa                    | 15.VII.1956 | Górnik – Stal 4:0 (1:0)  | Tarapacki 2, Wolwowicz, Drwięga   |                                                                   |

## Zawodnicy
W przeszłości barwy Stali Sanok reprezentowali zawodnicy odnoszący w swojej karierze znaczące sukcesy sportowe oraz występujący w wyższych poziomach rozgrywkowych.
- Orest Lenczyk – do 1960 zawodnik RKS Sanoczanka, od początku 1961 Stali Sanok, później trener (zdobył m.in. mistrzostwo Polski z Wisłą Kraków w 1978 i ze Śląskiem Wrocław w 2012), aktualny rekordzista pod względem liczby meczów w roli szkoleniowca w polskiej ekstraklasie (560)
- Ryszard Adamiak – zawodnik Stali Sanok, po wyjeździe w 1968 do Stanów Zjednoczonych został przedsiębiorcą, a wraz z bratem Janem założycielem i szefem klubu Orzeł Yonkers (Eagles), który w 1987 zdobył mistrzostwo zespołów amatorskich w USA[426][427]
- Jerzy Pietrzkiewicz – wychowanek Zatoki Braniewo, zawodnik Włodawianki Włodawa, wieloletni piłkarz i najskuteczniejszy strzelec w historii ligowych występów Stali Sanok (273 gole), trener i działacz w klubie (lata życia 1953–2017)[428][429][430][431]
- Ryszard Pytlowany – wychowanek Stali, powołany do kadry Polski juniorów[432]
- Piotr Florczak – wychowanek Stali, powołany do kadry Polski juniorów w 1988[433]
- Stanisław Mielniczek – zawodnik Odry Opole, Legii Warszawa, Zawiszy Bydgoszcz, Legii Krosno, Pogoni Szczecin, Motoru Lublin. W Stali Sanok spędził ostatnie lata kariery 1964-1971.
- Sławomir Miklicz – wychowanek Stali Sanok. Po zakończeniu kariery polityk, samorządowiec.
- Bogusław Kawecki – pomocnik (w barwach Stali Stalowa Wola grał w I lidze).
- Marek Hendzel – obrońca, w Stali od 1989, oraz w latach 1995–1997 (w barwach Igloopolu Dębica grał w I lidze, później trener).
- Elchan Rasułow – azerski bramkarz, w Stali w sezonie 1991/1992, zawodnik m.in. Neftçi PFK, Karpaty Lwów.
- Jacek Wiśniewski – obrońca, w Stali w latach 1992–1994 (później m.in. Górnik Zabrze, Cracovia, Ruch Radzionków, Rozwój Katowice).
- Jacek Chyła – bramkarz Stali od 1995[434], zawodnik klubów Hutnik Szczecin, Chemik Police, Stal Stocznia Szczecin oraz Widzewa Łódź w I lidze[435].
- Janusz Mulawka – napastnik Stali od 1995, wcześniej grał w I lidze w klubach Stal Stalowa Wola, Siarka Tarnobrzeg.
- Dariusz Michalak – pomocnik Stali od 1995, wcześniej grał w I lidze w klubie Stal Stalowa Wola.
- Maciej Nalepa – bramkarz Stali w 1999 (później Resovia, Stal Stalowa Wola, Karpaty Lwów, FK Charków, Piast Gliwice, Odra Wodzisław oraz reprezentacja Polski).
- Krzysztof Majda – pomocnik (także Ceramika Opoczno, Petrochemia Płock, Dyskobolia Grodzisk Wlkp., GKS Katowice, Radomiak Radom, Arka Gdynia, Stal Rzeszów)
- Damian Niemczyk – pomocnik i napastnik, wychowanek Stali Sanok, w 2004 reprezentant Polski do lat 18, później m.in. zawodnik Cracovii[436]
- Robert Bilski – bramkarz w 2008 (wcześniej m.in. KSZO Ostrowiec Świętokrzyski, Tłoki Gorzyce).
- Dawid Pietrzkiewicz – bramkarz Stali w 2004–2009 (później Polonia Warszawa, Baník Ostrawa, NK Primorje, Simurq Zaqatala, obecnie FK Qəbələ).
- Ireneusz Gryboś – napastnik Stali 2006–2007 (później w Stali Rzeszów, Zagłębie Sosnowiec).

Skład Stali Sanok, który wywalczył mistrzostwo III ligi Grupy IV Małopolskiej edycji 1997/1998 oraz awans do II ligi w barażach:
- Bramkarze: Bernard Sołtysik, Dariusz Starejki, Wiesław Zabawski.
- Obrońcy: Jacek Kucharski, Roman Lechoszest, Maciej Pelc, Waldemar Szarek, Marek Węgrzyn, Mariusz Zabłotny.
- Pomocnicy: Mariusz Birówka, Szymon Gołda, Arkadiusz Kuc, Maciej Kuzicki, Krzysztof Łoch, Mariusz Sumara, Robert Szewczyk, Sławomir Warchoł, Robert Ząbkiewicz, Jacek Zięba
- Napastnicy: Grzegorz Kornecki, Grzegorz Pastuszak, Janusz Sieradzki
- Trenerzy: Jerzy Daniło (I), Jerzy Pietrzkiewicz (II).

Kadra Stali Sanok na rundę wiosenną II ligi Grupy Wschodniej 1998/1999:
- Bramkarze: Bernard Sołtysik, Dariusz Starejki, Wiesław Zabawski.
- Obrońcy: Tomasz Bryndza, Roman Lechoszest, Maciej Pelc, Waldemar Szarek, Marek Węgrzyn, Mariusz Zabłotny.
- Pomocnicy: Mariusz Birówka, Szymon Gołda, Paweł Kosiba, Mariusz Krupa, Jacek Kucharski, Maciej Kuzicki, Krzysztof Łoch, Maciej Podstawski, Mariusz Sumara, Robert Szewczyk, Sławomir Warchoł, Jacek Zięba
- Napastnicy: Grzegorz Kornecki, Daniel Niemczyk, Grzegorz Pastuszak, Janusz Sieradzki, Witold Tarnolicki.
- Trenerzy: Jerzy Daniło (I), Jerzy Pietrzkiewicz (II).

## Szkoleniowcy
| - Stanisław Pierożyński (1948–1949) - Florian Jayko (1950–1954) - Karol Grzegorzek (01.V.1955–1955) - Konrad Samisz (01.I.1956–1957) - Roman Zbroja (1957) - Aleksander Wolwowicz (1958–1960) - Stanisław Janczura (1960–1963) - Adam Kornecki (1963–1964) - Michał Pełepyszyn (1964–1965) - Aleksander Wolwowicz (1965–1966) - Władysław Lemiszko (1966–1968) - Marian Leszczyński (1969–1971) - Adam Kornecki (1972–1974) - Kazimierz Kurkarewicz (1974–1975) - Adam Kornecki (1975–1977) - Marian Leszczyński (1977–1978) - Zbigniew Sołtysik (1978–1979) - Alojzy Matysiak (I-XI.1980) |  | - Zbigniew Sołtysik (1980–V.1983) - Andrzej Łękawski (V-VII.1983) - Ireneusz Sarzyński (VII-X.1983) - Eugeniusz Piętka (25.X.1983–X.1985) - Zbigniew Sołtysik (X.1985–VI.1987) - Adam Słowik (VII.1987–1988) - Jerzy Frączek (I–VII.1989) - Marek Biega (VII.1989–1991) - Zbigniew Gnida (06.VIII-XI.1991) - Roman Lechoszest (XI.1991) - Jewhen Kaminski (XII.1991-II.1992) - Marek Biega (II-VI.1992) - Roman Lechoszest (15.VII-27.IX.1992) - Jerzy Pietrzkiewicz (IX-X.1992) - Jan Domarski (X-XII.1992) - Marek Biega (1993–XII.1995) - Jerzy Daniło (XII.1995–X.1999) - Ryszard Federkiewicz (X.1999–VI.2001) |  | - Piotr Kot (VII.2001–2002) - Andrzej Łękawski (2002–2003) - Ryszard Federkiewicz (01.VII.2003–17.X.2006) - Ryszard Pytlowany (17.X.2006–27.XI.2006) - Marek Biega (27.XI.2006–22.VI.2007) - Maciej Bukład (01.VII.2007–18.VII.2008) - Janusz Sieradzki (18.VII.2008–21.IX.2009) - Ryszard Pytlowany (21.IX-2009–04.X.2009) - Piotr Kot (X.2009–05.VII.2010) - Roman Lechoszest (05.VII.2010–24.X.2011) - Ryszard Federkiewicz (25.X.2011–24.IX.2013) - Marcin Gabor (26.IX.2013–19.X.2013) - Marek Biega (24.X.2013–XII.2013) - Piotr Kot (I.2014–VI.2014) - Robert Ząbkiewicz (2015–VI.2018) - Mateusz Ostrowski (02.VII.2018–31.VII.2020) - Piotr Kot (01.VIII.2020–VI.2022) - Paweł Załoga (12.VII.2022–07.XI.2023) - Piotr Kot (07.XI.2023–I.2024) - Paweł Załoga (10.-I.2024–) |

(Na podstawie materiału źródłowego)

## Prezesi i działacze

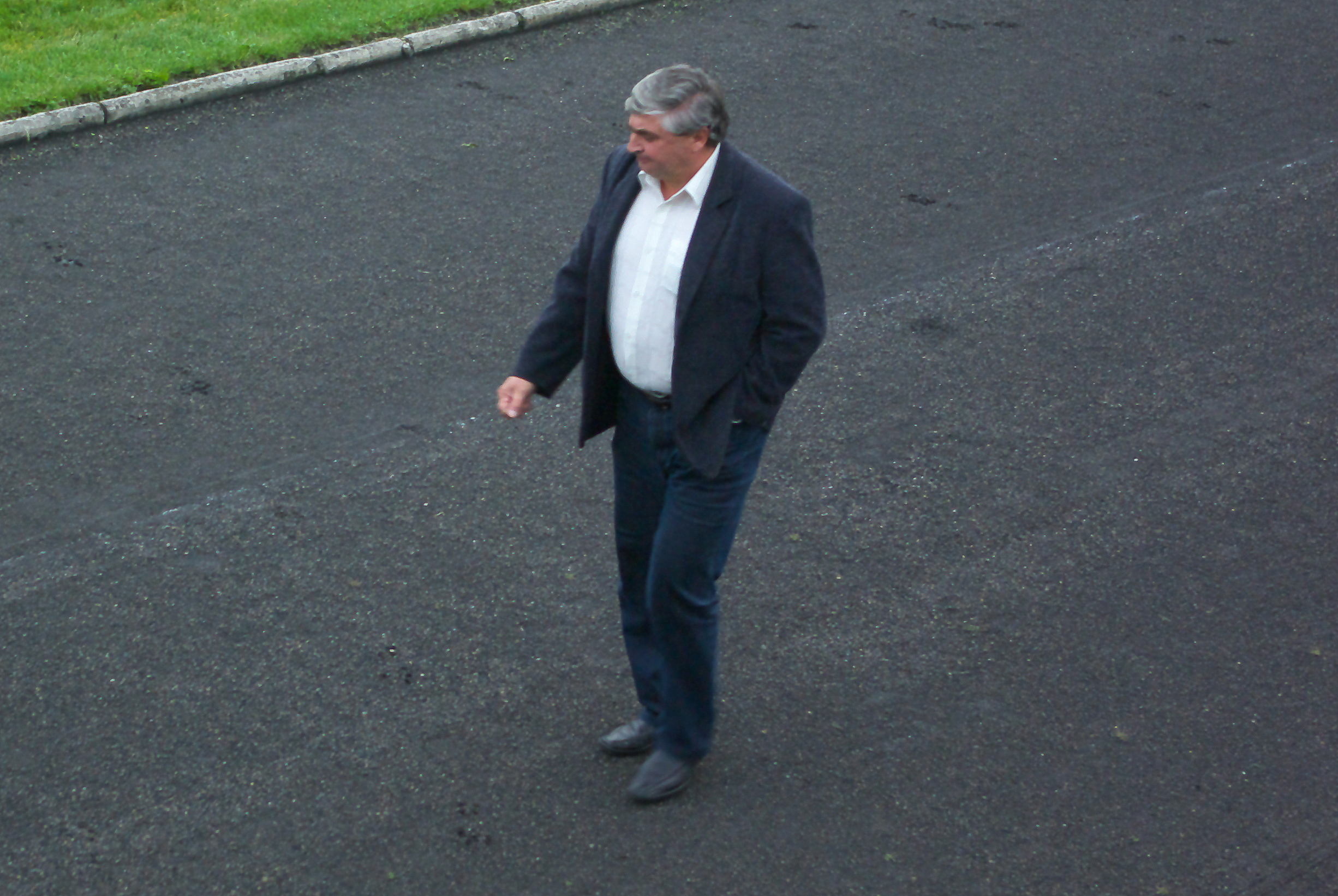
Józef Konieczny – ostatni prezes MKS Stal Sanok

| - Filip Schneider (1946-1949) - Tadeusz Drwięga (1949-1950) - Władysław Radzik (1950-1951) - Andrzej Gielar (1951-1952) - Mieczysław Chudzik (1952-1953) - Jan Skulich (1953-1954) - Mieczysław Chudzik (1954) - Witold Górski (1954) |  | - Bronisław Bekalik (1955-1958) - Mieczysław Chudzik (1959-1960) - Henryk Mieloch (1960-1961) - Leszek Kawczyński (1962-1964) - Stanisław Turczynowski (1964-1966) - Jerzy Żołnierczyk (1966-1968) - Stanisław Grochmal (1968-1988) - Zdzisław Smoliński (1988-1992) |  | - Andrzej Iskrowicz (1992) - Jerzy Frączek (1993-1994) - Jan Cesarczyk (05.1994-1996) - Jan Fuks (1996-1999) - Bogusław Struś (31.05.1999-2002) - Józef Konieczny (25.03.2002-05.06.2016) Prezesi KS Ekoball - Bogusław Rajtar (-01-02.2022) - Tomasz Mateja (01-02.2022-) |

(Na podstawie materiału źródłowego)
Działaczami klubu zostali: Wanda Lichnowska, Tadeusz Nowakowski (także trenerzy w klubie), Jan Łożański, Henryk Gralka, Stanisław Adamiak, Tadeusz Mleczko, Franciszek Pajerski, Albin Rysz, Stanisław Hadam.

## Obiekty

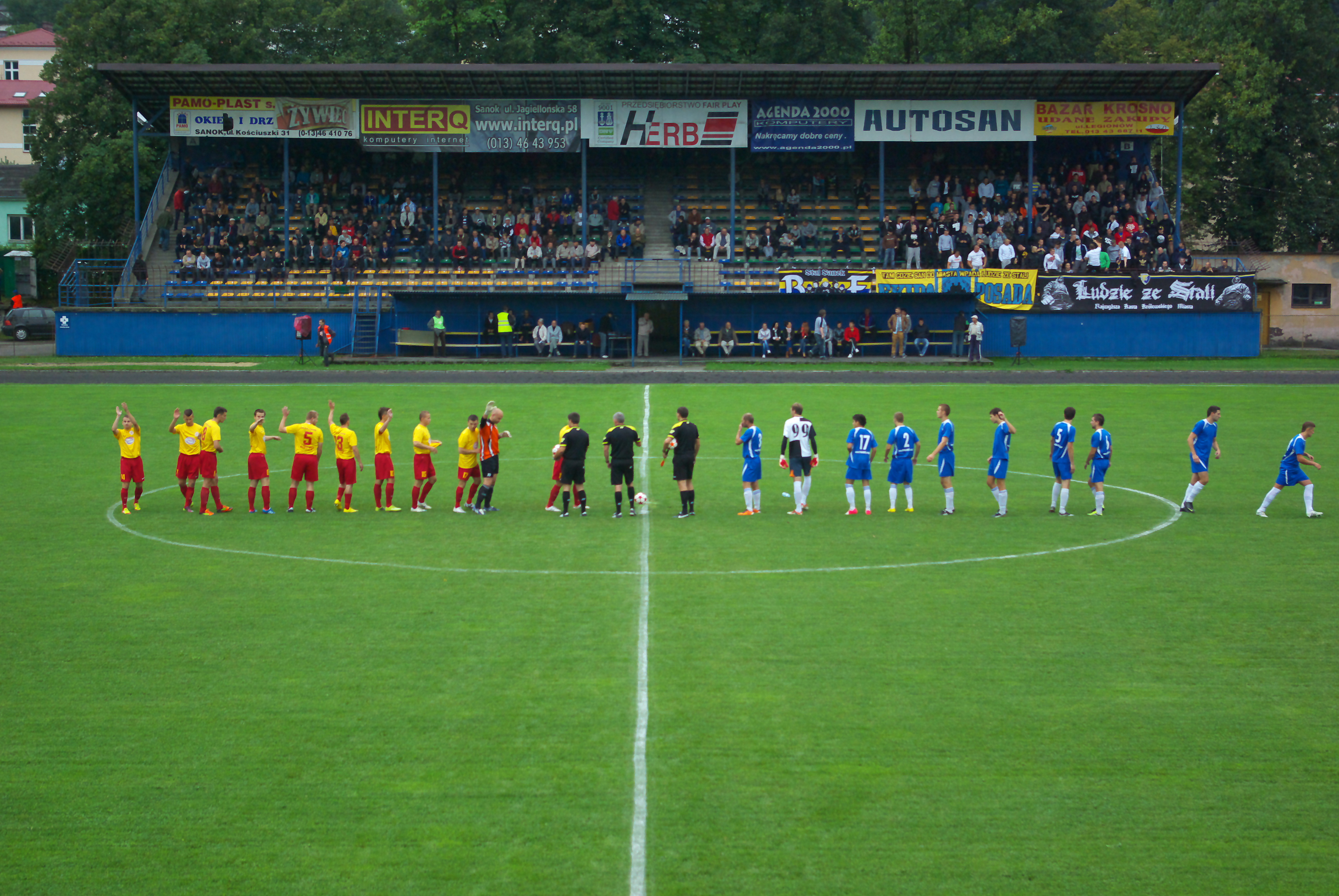
Stadion Wierchy (2012)

- Stadion Miejskiego Ośrodka Sportu i Rekreacji „Wierchy” przy ul. Żwirki i Wigury – pochodzi z czasów II Rzeczypospolitej. Na nim rozgrywa mecze drużyna Stali Sanok. W kwietniu 2012 Miasto Sanok ogłosiło przetarg na sprzedaż nieruchomości o pow. 2,21 ha obejmującej stadion wraz z zapleczem i budynkiem magazynowym. Jednocześnie zadeklarowano budowę nowego stadionu dla klubu, który znajdzie się w dzielnicy Błonie, obok MOSiR Sanok[448].

W przeszłości obiektami klubowymi były:
- Stadion przy ul. Stróżowskiej (pierwotnie przy ul. Włodzimierza Lenina), położony przy siedzibie klubu. Pierwsza część prac odbyła się w latach 1954–1958[43]. W 1964 Sanocka Fabryka Autobusów przejęła stadion przy ulicy Włodzimierza Lenina i od tego czasu prowadziła tamże szereg unowocześnień i remontów (wodociąg, boisko treningowe, ogrodzenie)[449]. W 1971 podjęto decyzję o budowie pawilonu przy ulicy Lenina obok stadionu, który został oddany do użytku do 1975 i stanowił w tym czasie najokazalszy tego typu obiekt w regionie[450]. Dawniej obiekt służył jako główny obiekt, później jako boisko treningowe oraz arena meczów rezerw drużyny i grup młodzieżowych. W związku z problemami finansowymi klubu, władze Stali Sanok postanowiły sprzedać nieruchomość, na której mieści się stadion. Finalizacja sprzedaży doszła do skutku w maju 2015 na rzeczy prywatnych nabywców[451]. Od tego czasu prowadzący Rodzinne Centrum Sportu i Rekreacji „WIKI” w Sanoku dokonali remontu i modernizacji byłego budynku klubowego oraz otoczenia wokół stadionu przy ul. Stróżowskiej 19[452].
- Własnością klubu był wyciąg narciarski w Karlikowie w pobliżu Sanoka, zbudowany w 1985[453]. Prowadzenie go w ramach działalności gospodarczej stanowiło przychody finansowe klubu[454]. Latem 1989 obiekt został zmodernizowany[455]. W połowie 1997 władze klubu podjęły decyzję o wystawieniu na sprzedaż należącej do Stali infrastruktury Karlikowa[456]. W styczniu 2012 klub zdecydował wystawić na sprzedaż stację narciarską w Karlikowie[457]. W listopadzie 2013 wyciąg został sprzedany[458].

## Drużyna rezerw
W przeszłości w ramach klubu funkcjonowała drużyna rezerwowa. W trakcie sezonu 1992/1993 w marcu 1993 drużyna Stali II Sanok została wycofana z rozgrywek klasy R grupy rzeszowskiej (IV poziom ligowy) W lipcu 1994 doszło do fuzji dotychczasowego zespołu ZKS Komunalni Sanok (działającej przy zakładzie patronackim Sanockiego Przedsiębiorstwa Gospodarki Komunalnej w Sanoku) z ZKS Stal, w wyniku czego powstał zespół Stal II Komunalni Sanok, występujący w klasie A. Od sezonu 2011/2012 występowała w V lidze, klasie okręgowej (grupa Krosno) pod nazwą sponsorską Stal II AGENDA2000 Sanok. Po rundzie jesiennej sezonu 2012/2013 zespół został wycofany z rozgrywek.

## Kibice

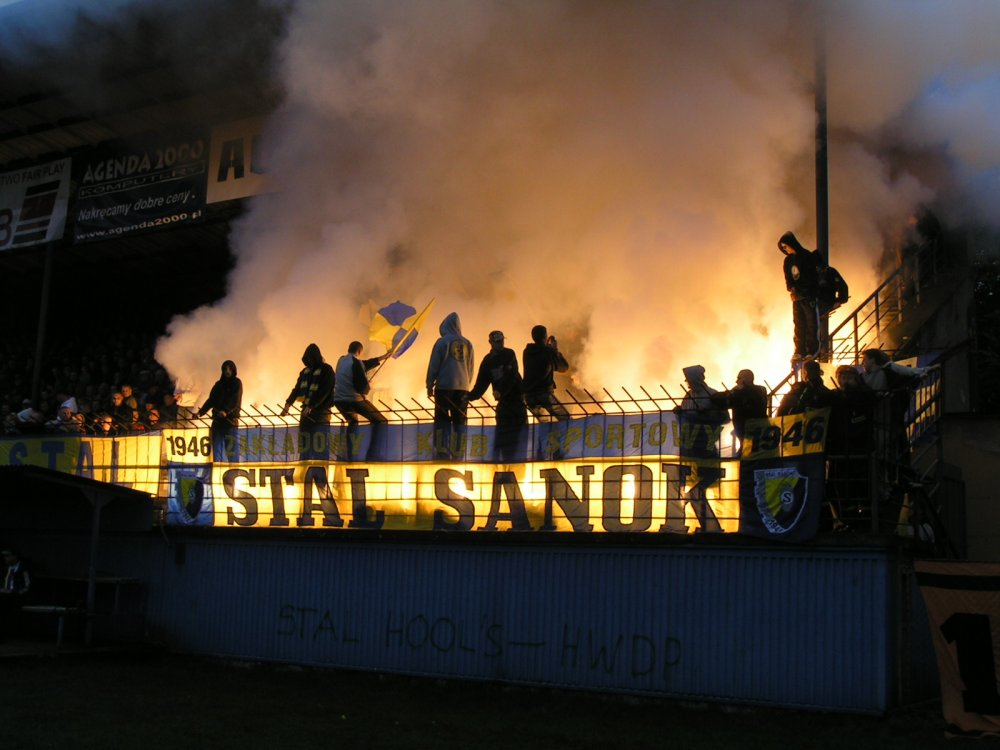
Kibice Stali Sanok (2009)

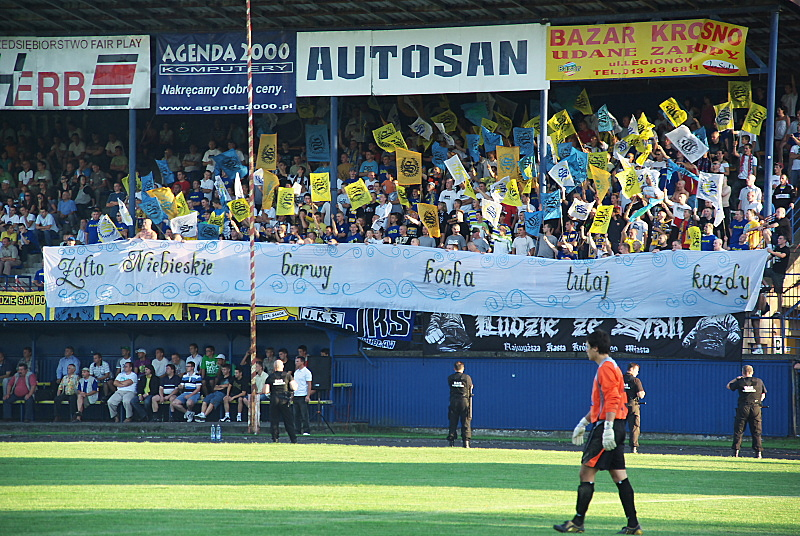
Oprawa kibiców Stali Sanok (2010)

Kibice Stali Sanok istnieją w sposób zorganizowany od końca XX wieku (co najmniej od lat 80). 6 października 1983 powstał oficjalny Klub Kibica ZKS Stal Sanok, złożony głównie z uczniów II LO w Sanoku (pierwszym prezesem KK został uczeń tej szkoły Marek Pomykała). Regionalne sympatie i antagonizmy zaistniały wcześniej i miały podłoże w lokalnym położeniu Sanoka oraz rywalizacji z sąsiednimi miastami. Najwyraźniej zarysował się konflikt z kibicami z Krosna. Konflikt kibiców z Sanoka i z Krosna ugruntował się na stałe w rywalizacji sympatyków Stali Sanok i Karpat Krosno.
Na przestrzeni czasu powstawały zorganizowane grupy sympatyków Stali Sanok, np. Busters'99, Londyn 2000 oraz Ludzie Ze Stali. Fan-cluby Stali poza Sanokiem powstały w miejscowościach Zarszyn, Przysietnica, Besko. Aktualnie istniejącą tak zwaną „zgodą” kibicowską Stali jest sojusz z kibicami JKS 1909 Jarosław od 1997. Kibice Stali zawierali porozumienia z zorganizowanymi kibicami Resovii: obecnie istnieje „układ”, który został odnowiony 12 września 2014 (wcześniej łączyła istniała „zgoda” od 1996 do sezonu 2000/2001). W przeszłości istniał pakt Stalowców z sympatykami KSZO Ostrowiec Świętokrzyski: „układ” trwający od 16 października 1999 oraz „zgoda” od 19 marca 2005 do grudnia 2017. Ponadto kibice Stali byli związani z sympatykami Sanovii Lesko: od 2001 działał „układ”, zaś w latach 2007–2011 sympatyków obu klubów łączyła „zgoda”, po czym stosunki przeobrażono w neutralne. 1 września 2018 zawarto układ z kibicami Unii Tarnów.
Największymi wrogami kibiców Stali (tzw. „kosy”) zostali sympatycy wspomnianych Karpat Krosno, Czarnych Jasło, Stali Rzeszów, Czuwaju Przemyśl oraz Polonii Przemyśl.

## Odznaczenia i wyróżnienia
Sztandar klubu Stal Sanok, ufundowany w 1966 przez Zarząd Główny Związku Zawodowego Metalowców otrzymał odznaczenia i wyróżnienia:
- Dyplom z okazji 50-lecia PZPN i 25-lecia ROZPN w Rzeszowie, przyznany za działalność społeczną (1969)[474]
- Odznaka „Zasłużony dla SFA” (24 kwietnia 1975)[475]
- Odznaka „Zasłużony dla Sanoka” (listopad 1976)[476]
- Dyplom „zasłużony dla Piłkarstwa Rzeszowskiego”, przyznany z okazji 50-lecia ROZPN w Rzeszowie (1995)[474]
- Srebrna Odznaka Honorowa Polskiego Związku Piłki Nożnej (1999)[477]
- Nagroda Burmistrza Sanoka (2010)[478].